# 1976
1976 (MCMLXXVI) byl rok, který dle gregoriánského kalendáře započal čtvrtkem a byl přestupný.

## Události
Československo
- Byly dokončeny a napuštěny vodárenské přehradní nádrže: Švihov na řece Želivce zásobující pitnou vodou Prahu od roku 1972 a Přísečnice na náhorní planině Krušných hor v okrese Chomutov, která zásobuje vodou města v Podkrušnohoří.
- 29. ledna – Na tiskové konferenci v Praze vystoupil agent StB Pavel Minařík, který v letech 1969–1975 působil v mnichovském sídle rádia Svobodná Evropa, kde plánoval různé akce na znemožnění vysílání této stanice, vč. teroristických útoků. Žádný z plánů nakonec nebyl realizován. Pro československou rozvědku však získal množství cenných zpravodajských informací.
- 15. února –  Při propadnutí tramvajového ostrůvku v Brně zemřela pětačtyřicetiletá prodavačka Marie Bartošová.
- 11. března – V Jiřském klášteře na Pražském hradě byla otevřena Sbírka starého českého umění Národní galerie.
- 12.–16. dubna – V Průmyslovém paláci v Praze se konal 15. sjezd KSČ. Nesl se v optimistickém duchu – výsledky končící 5. pětiletky (1971–1975) byly hodnoceny velmi pozitivně, zároveň byly stanoveny cíle hospodářského a sociálního rozvoje na léta 6. pětiletky (1976–1980). Ve vedení strany nedošlo téměř k žádným kádrovým změnám.
- 25. dubna – Zlatou medaili získali hokejisté Československa na Mistrovství světa v ledním hokeji v Katovicích.
- 30. dubna – Byla rozšířena území měst Ostravy a Plzně. K Ostravě bylo připojeno celkem 8 obcí z okresů Nový Jičín a Opava s asi 14 tis. obyvateli. K Plzni bylo připojeno 5 obcí z okresů Plzeň-jih a Plzeň-sever s asi 5 tis. obyvateli.
- 24. května – První čs. výstup na osmitisícovku, na vrchol Makalu (8463 m n. m.) vystoupili Milan Kriššák a Karel Schubert, který zahynul druhý den při sestupu.
- 18. června – Dokončeny a předány nájemníkům byly první byty na největším pražském sídlišti Jižní Město v obvodě Prahy 4.[1]
- 20. června – Fotbalové mužstvo Československa zvítězilo na penalty ve finálovém utkání Mistrovství Evropy v Bělehradě nad mužstvem NSR. Českoslovenští fotbalisté se tak stali poprvé (a naposledy) v historii mistry Evropy.
- 1. července – V kinech měla premiéru populární komedie Oldřicha Lipského Marečku, podejte mi pero!
- 28. července – Největší letecká havárie ČSA na území ČSSR, kdy stroj Il-18 (OK-NAB) letu 001 na lince Praha–Bratislava po nestandardním přiblížení, vypnutí dvou motorů (č.3 automatikou, č.4 omylem mechanika), zahájeném opakovaném přistání, následném točení na nesprávnou stranu a konečně pokusu o nahození motoru č.4 v malé výšce spadlo do jezera Zlaté piesky u Bratislavy; zahynulo 70 cestujících a 6 členů posádky, pouze 3 cestující nehodu přežili.
- srpen – V AZNP Mladá Boleslav bylo započato se sériovou výrobou automobilů Škoda 105 a Škoda 120.
- 22.–23. října – Konaly se všeobecné volby do Federálního shromáždění, do obou národních rad a do všech stupňů národních výborů. Volební účast i podíl hlasů pro kandidáty Národní fronty byly jako vždy téměř stoprocentní.
- listopad – K energetické rozvodné síti byl připojen poslední blok dokončené tepelné elektrárny Dětmarovice na Karvinsku.
- 25. listopadu – Na Mostě Pionýrů spojující Moravskou a Slezskou Ostravu došlo k porušení na něm zavěšeného plynového potrubí a k úniku koksárenského plynu. Jiskra od projíždějícího trolejbusu způsobila v brzkých ranních hodinách následný výbuch, který most vážným způsobem poškodil. Při nehodě nedošlo ke ztrátám na životech. Most musel být zcela stržen a na 10 let nahrazen vojenským provizoriem.
- 3. prosince – V centru Olomouce byl uveden do provozu nový obchodní dům Prior s prodejní plochou 3 200 m².
- 30. prosince – V závodě 3 Chlebovice dolu Staříč na Frýdecko-Místecku došlo v odpoledních hodinách k výbuchu metanu. Zahynulo 43 horníků.[2]

Svět
- 12. ledna – Rada bezpečnosti OSN hlasovala 11:1 s 3 chybějícími členy pro povolení OOP účastnit se porad Rady bezpečnosti bez hlasovacích práv.
- 4. února – Země se otřásla v hlavním městě Guatemaly – Guatemale, 22 800 zemřelo a přes 77 000 jich bylo zraněno.
- 4.–15. února – Rakouský Innsbruck hostil XII. zimní olympijské hry.
- 9. března – U italského města Cavalese zemřelo při nehodě kabinové visuté lanové dráhy dvaačtyřicet lidí.
- Peugeot převzal Citroën.
- 19. června – Švédský král Karel XVI. Gustav se ve stockholmské katedrále svatého Mikuláše oženil se Silvií Sommerlathovou.
- 26. června – Slavnostní otevření telekomunikační věže CN Tower v kanadském Torontu. S výškou 553,33 metrů byla až do roku 2007 nejvyšší volně stojící stavbou na světě.
- 29. června – Seychelská republika vyhlásila nezávislost na Spojeném království.
- 8. července – Byla založena Evropská lidová strana.
- 10. července – V italském městě Seveso došlo k havárii v chemické továrně během které uniklo do ovzduší asi několik kilogramů dioxinu. Na následky otravy onemocnělo několik set lidí.
- 17. července – 1. srpna – V kanadském Montréalu proběhly XXI. letní olympijské hry.
- 28. července – Při katastrofálním zemětřesení v čínském Tchang-šanu zemřelo asi 255 000 lidí.
- 25. srpna – Skupina Pink Lady vydala debutový singl Pepper Keibu.
- 3. prosince – Patrick Hillery se ujal funkce irského prezidenta.
- Bylo rozhodnuto o přesunutí hlavního města Nigérie z Lagosu do nově zbudované metropole Abuja.

## Vědy a umění
- 1. dubna – Založení společnost Apple.
- 20. července – Americká planetární sonda Viking 1 přistála na povrchu Marsu.
- 3. listopad – Premiéra hororového filmu Carrie podle románu Stephena Kinga, režie Brian De Palma, v hlavní roli Sissy Spacek
- Vyšla první kniha o ARPANET, viz Internet.
- Na ČVUT byla zřízena fakulta architektury (do té doby část stavební fakulty).
- Založena irská rocková skupina U2.
- Poprvé byl izolován virus Ebola.
- Američtí matematici Kenneth Appel a Wolfgang Haken dokázali problém čtyř barev.
- Vznikl nejslavnější film se Sylvesterem Stallonem – Rocky

## Nobelova cena
- Nobelova cena za fyziku – Burton Richter, Samuel Ting
- Nobelova cena za chemii – William Lipscomb
- Nobelova cena za fyziologii a lékařství – Baruch S. Blumberg, Daniel Carleton Gajdusek
- Nobelova cena za literaturu – Saul Bellow
- Nobelova cena za mír – Betty Williamsová, Mairead Maguireová
- Nobelova pamětní cena za ekonomii – Milton Friedman

## Narození

### Česko

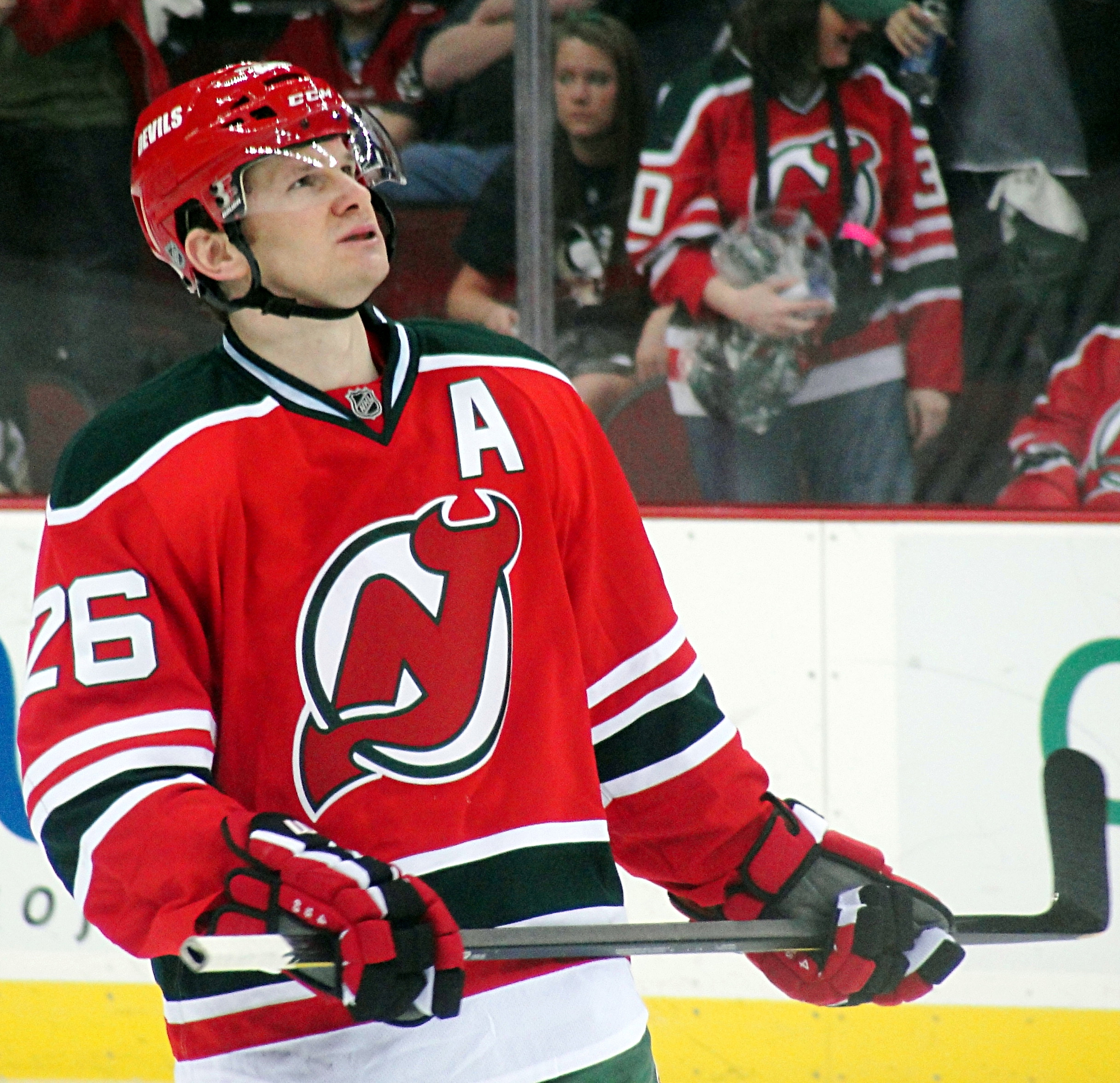
Patrik Eliáš (* 13. dubna)

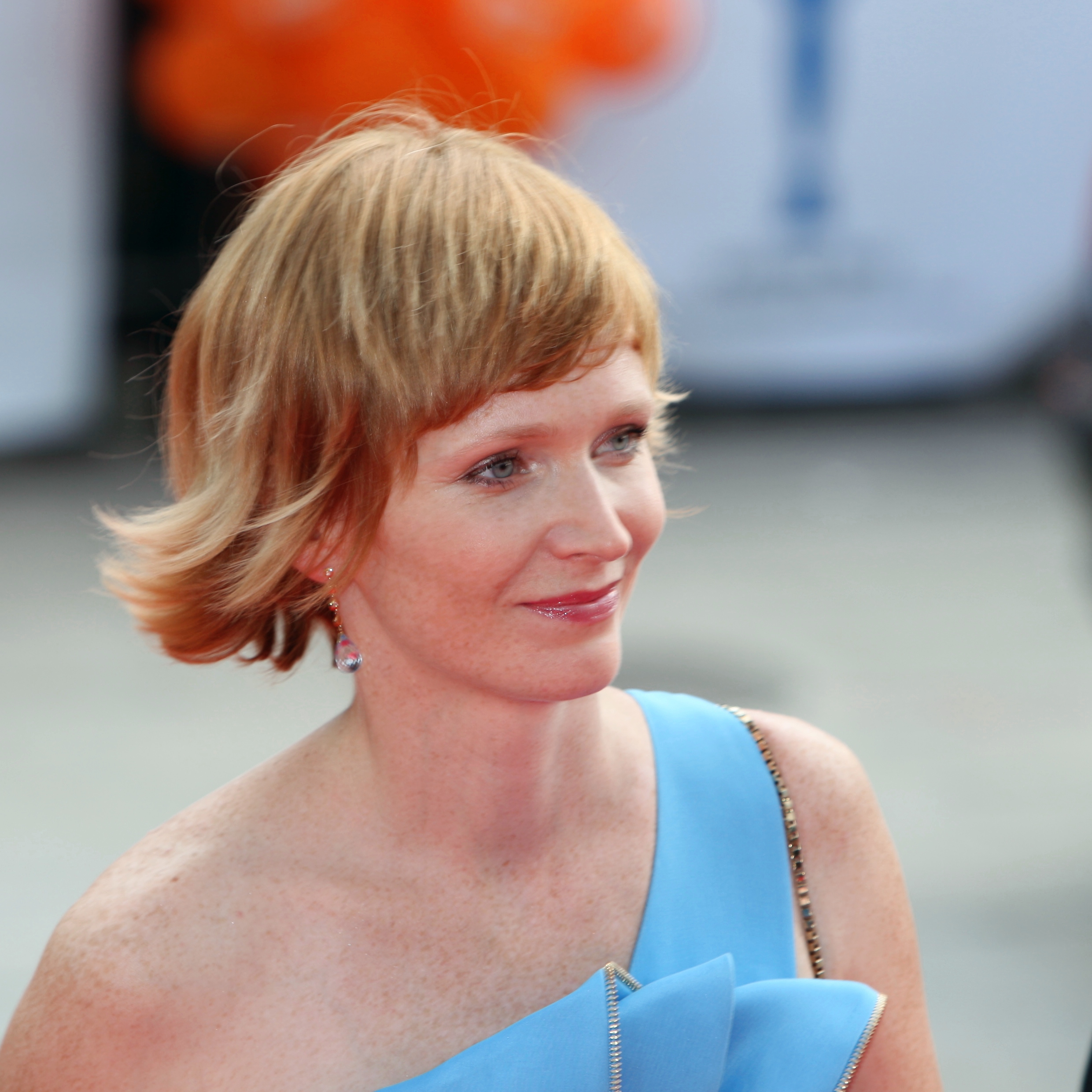
Anna Geislerová (* 17. dubna)

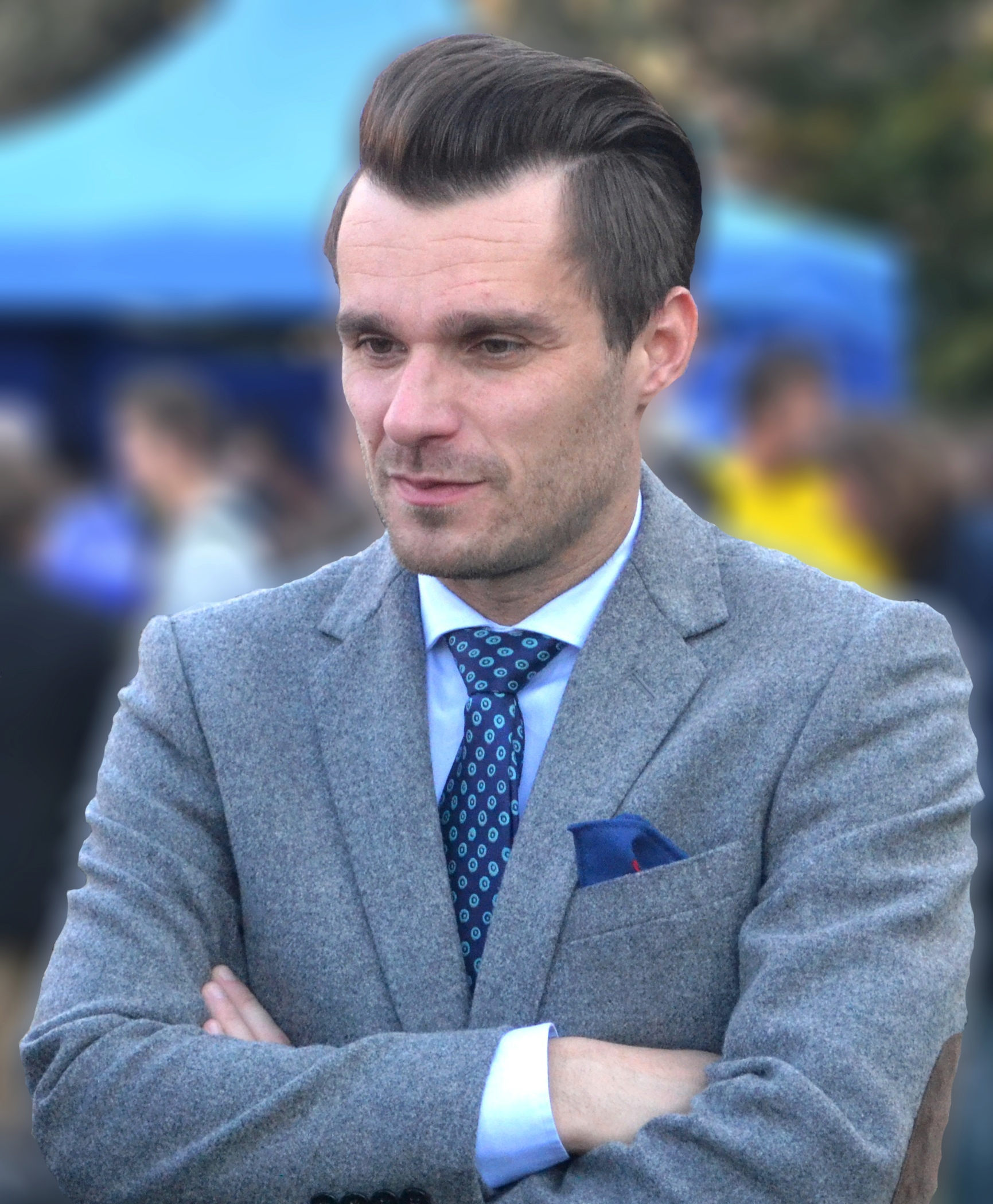
Leoš Mareš (* 27. dubna)

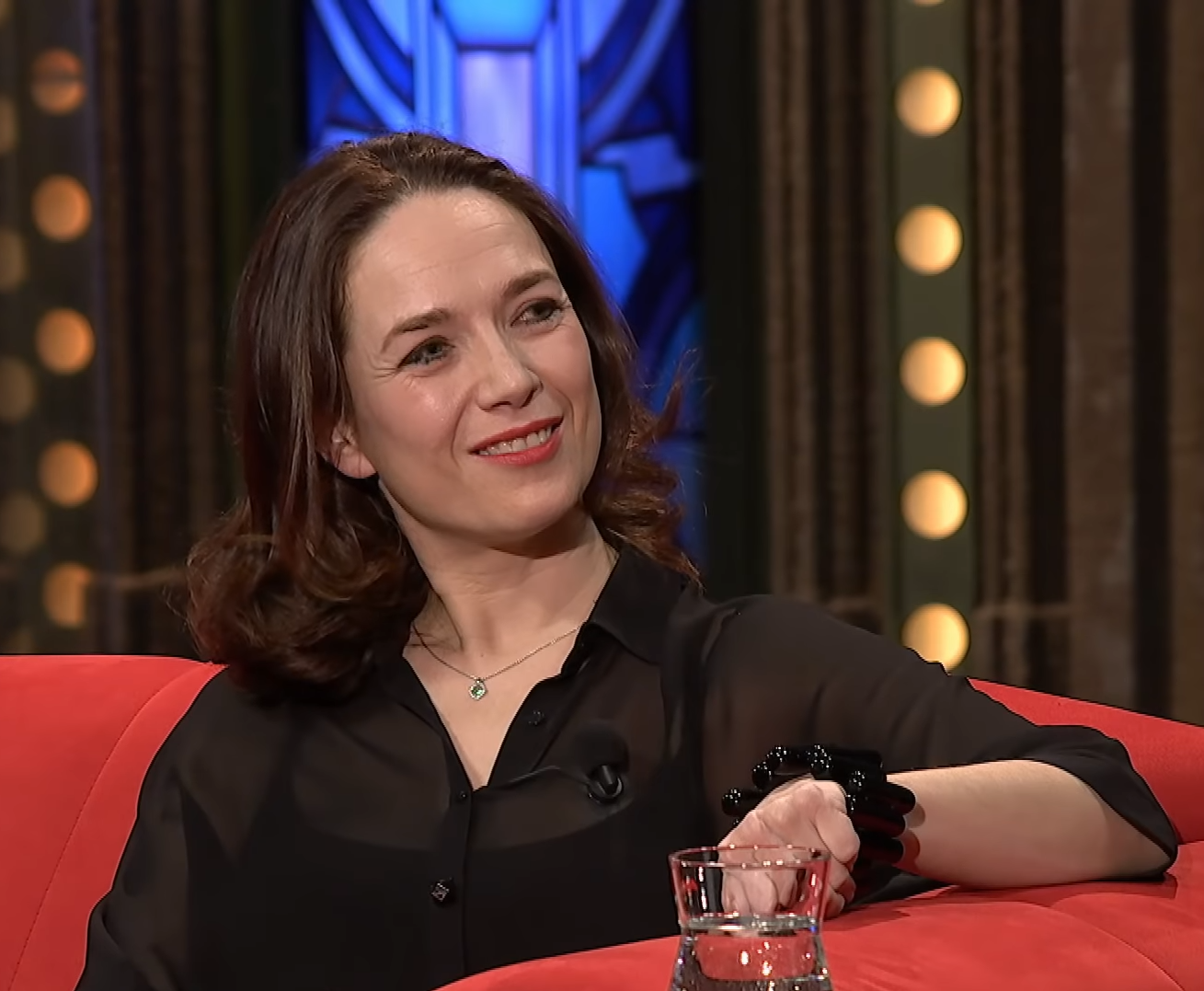
Tereza Kostková (* 14. června)

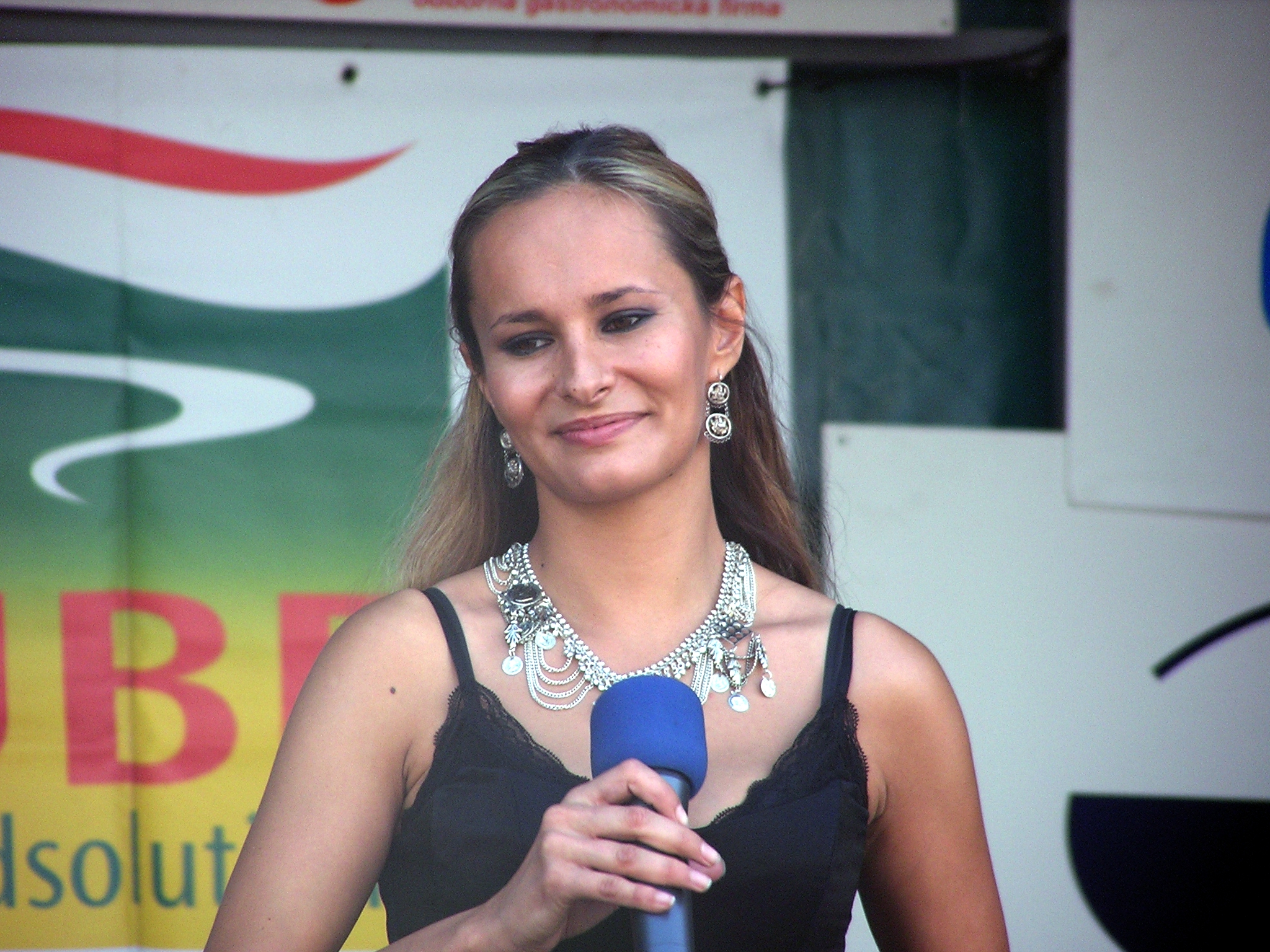
Monika Absolonová (* 27. září)

- 4. ledna – Radek Bonk, lední hokejista
- 18. ledna – Pavel Mareš, fotbalista
- 20. ledna – Ivana Gottová, moderátorka
- 2. února – Laďka Něrgešová, herečka
- 5. února – Jan Hrdina, lední hokejista
- 10. února – Miroslav Holeňák, fotbalista
- 11. února – Radek Valenta, herec
- 12. února
  - Jan Kudrna, ústavní právník
  - Kateřina Winterová, herečka a zpěvačka
- 14. února – Milan Hejduk, lední hokejista
- 17. února – Radim Kopáč, literární kritik
- 20. února – Marek Nikl, fotbalista
- 26. února – Stanislav Vlček, fotbalista
- 27. února – Marlen Vavříková, hobojistka
- 9. března – Petr Vojnar, moderátor, herec, zpěvák
- 11. března – Vítězslav Maštalíř, klavírista, varhaník a hudební skladatel
- 22. března – Markéta Zehrerová, zpěvačka
- 8. dubna – Marek Čech, fotbalista
- 9. dubna – Jiří Martínek, historik a geograf
- 12. dubna – Kateřina Rudčenková, básnířka
- 13. dubna – Patrik Eliáš, hokejista
- 17. dubna
  - Michal Hašek, politik
  - Anna Geislerová, herečka
  - Magdalena Davis, politička a bioložka, od roku 2020 spolupředsedkyně Zelených
- 21. dubna – Věroslav Sucharda, basketbalista
- 24. dubna – Roman Kresta, automobilový závodník
- 27. dubna – Leoš Mareš, moderátor
- 28. dubna – Michal Mikeska, lední hokejista
- 8. května – Marian Morava, lední hokejista
- 15. května – Filip Ospalý, triatlonista
- 22. května – Věra Rosí, básnířka
- 27. května – Jiří Štajner, fotbalista
- 31. května – Roar Ljøkelsøy, norský skokan na lyžích
- 2. června – Martin Čech, hokejista († 6. září 2007)
- 4. června – Jan Kozler, duchovní
- 8. června – Štěpán Vrubl, basketbalista
- 14. června – Tereza Kostková, herečka a moderátorka
- 2. července – Tomáš Vokoun, hokejista
- 9. července – David Macek, politik
- 26. července – Martina Dlabajová, europoslankyně
- 29. července – Lukáš Jarolím, fotbalista
- 5. srpna – Tomáš Pilař, fotbalista
- 8. srpna – Daniel Tchuř, fotbalista
- 7. srpna – Adéla Pollertová, baletka
- 31. srpna – Radek Martínek, lední hokejista
- 11. září – Tomáš Enge, automobilový závodník
- 20. září – Jan Hlaváč, hokejista
- 22. září – Ondřej Bárta, fotbalista
- 27. září – Monika Absolonová, zpěvačka
- 4. října – Petr Bartes, fotbalista
- 22. října – Petr Jurečka, lední hokejista
- 28. října – Lukáš Hartig, fotbalista
- 29. října – Markéta Šichtařová, ekonomka
- 8. listopadu – Paulina Skavová, sochařka, scénografka a výtvarnice
- 9. listopadu – Jaroslav Bednář, lední hokejista
- 10. listopadu
  - Jaroslav Hlinka, lední hokejista
  - Marcel Kříž, folkový zpěvák
- 19. listopadu – Petr Sýkora, lední hokejista
- 23. listopadu – Robin Böhnisch, politik
- 13. prosince – Karel Veselý, novinář
- 14. prosince – Eva Novotná, herečka
- 26. prosince – Andrea Absolonová, olympijská skokanka do vody, pornoherečka († 9. prosince 2004)

### Svět
- 2. ledna
  - Danilo Di Luca, italský cyklista
  - Paz Vega, španělská herečka
- 6. ledna

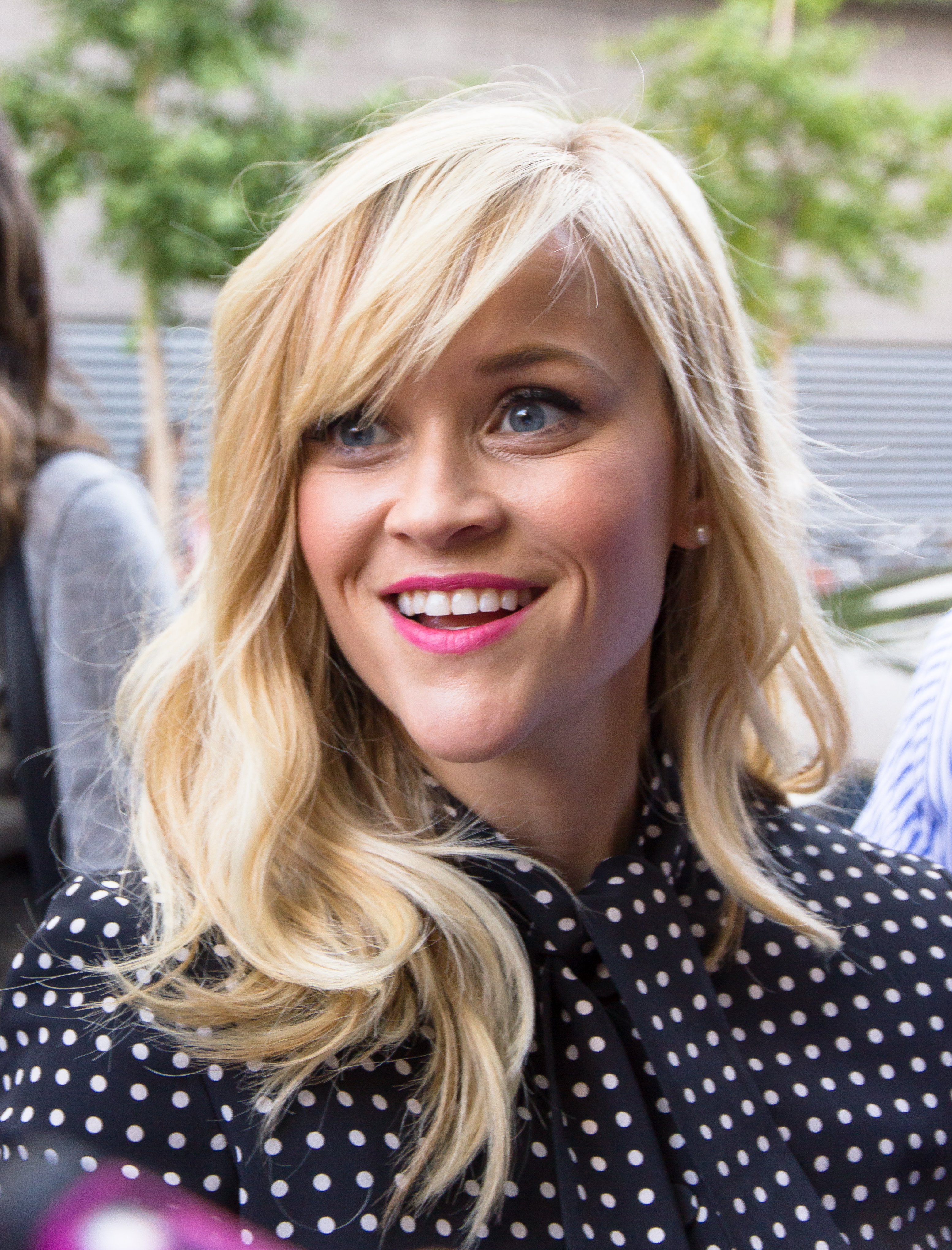
Reese Witherspoonová (* 22. března)

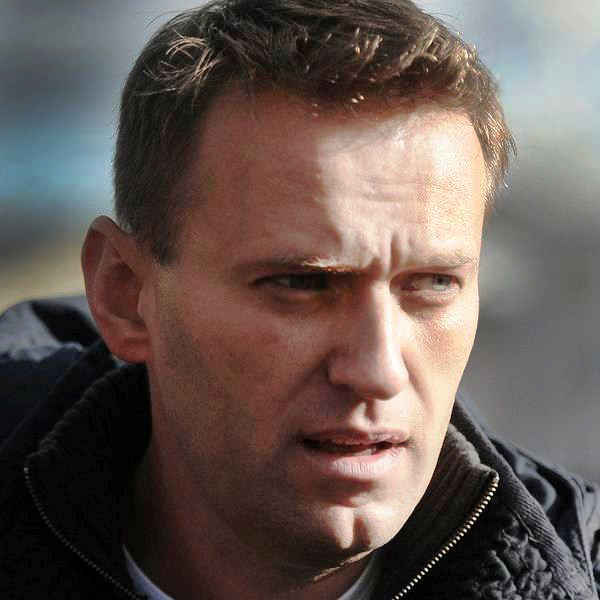
Alexej Navalnyj (* 4. června)

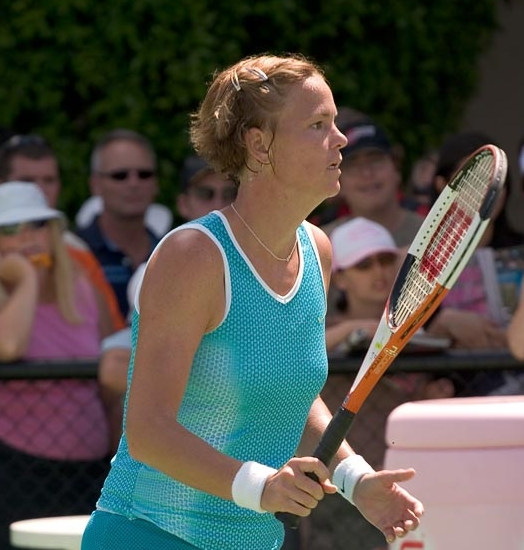
Lindsay Davenportová (* 8. června)

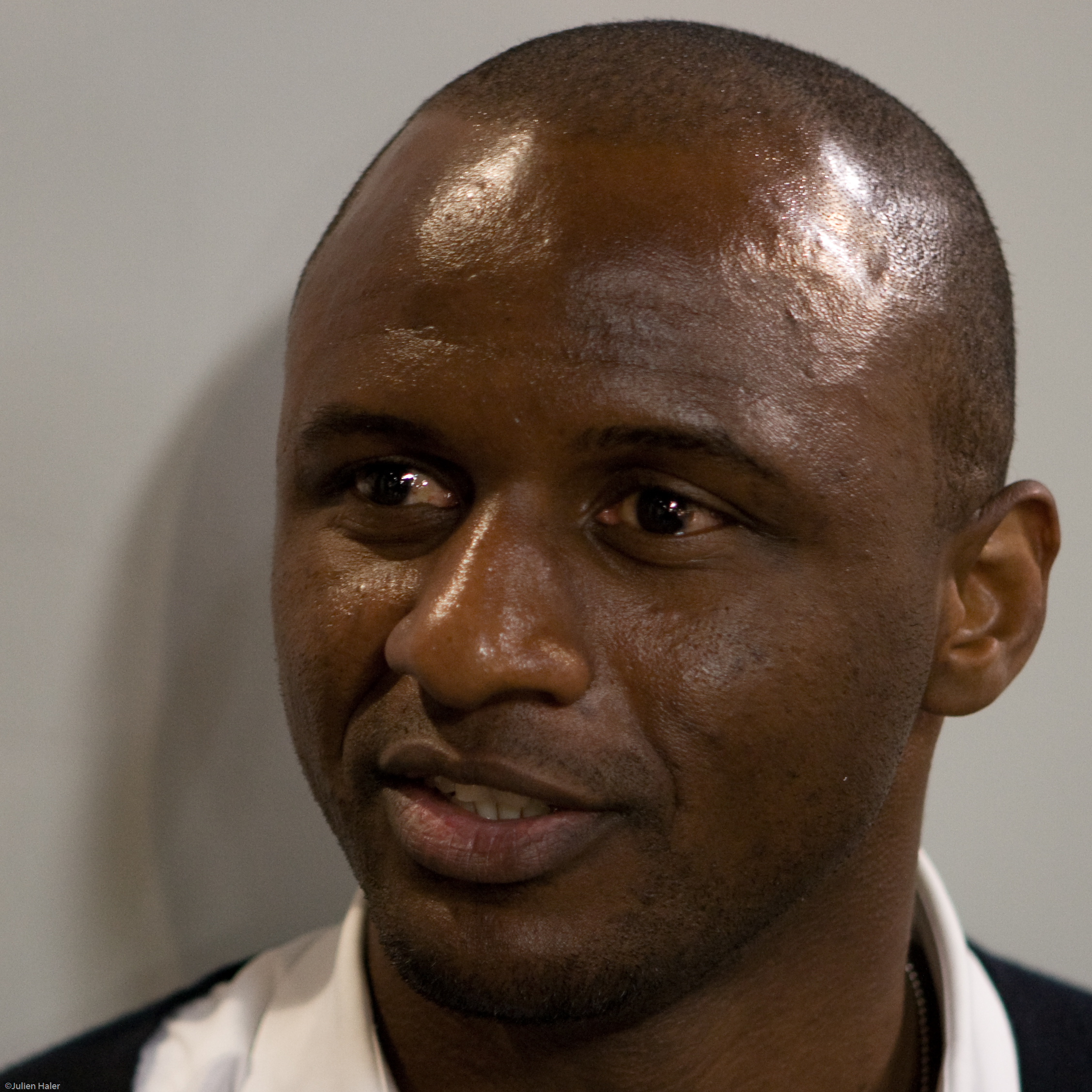
Patrick Vieira (* 23. června)

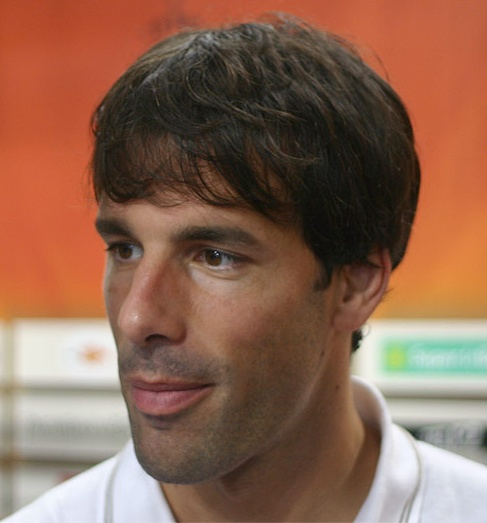
Ruud van Nistelrooy (* 1. července)

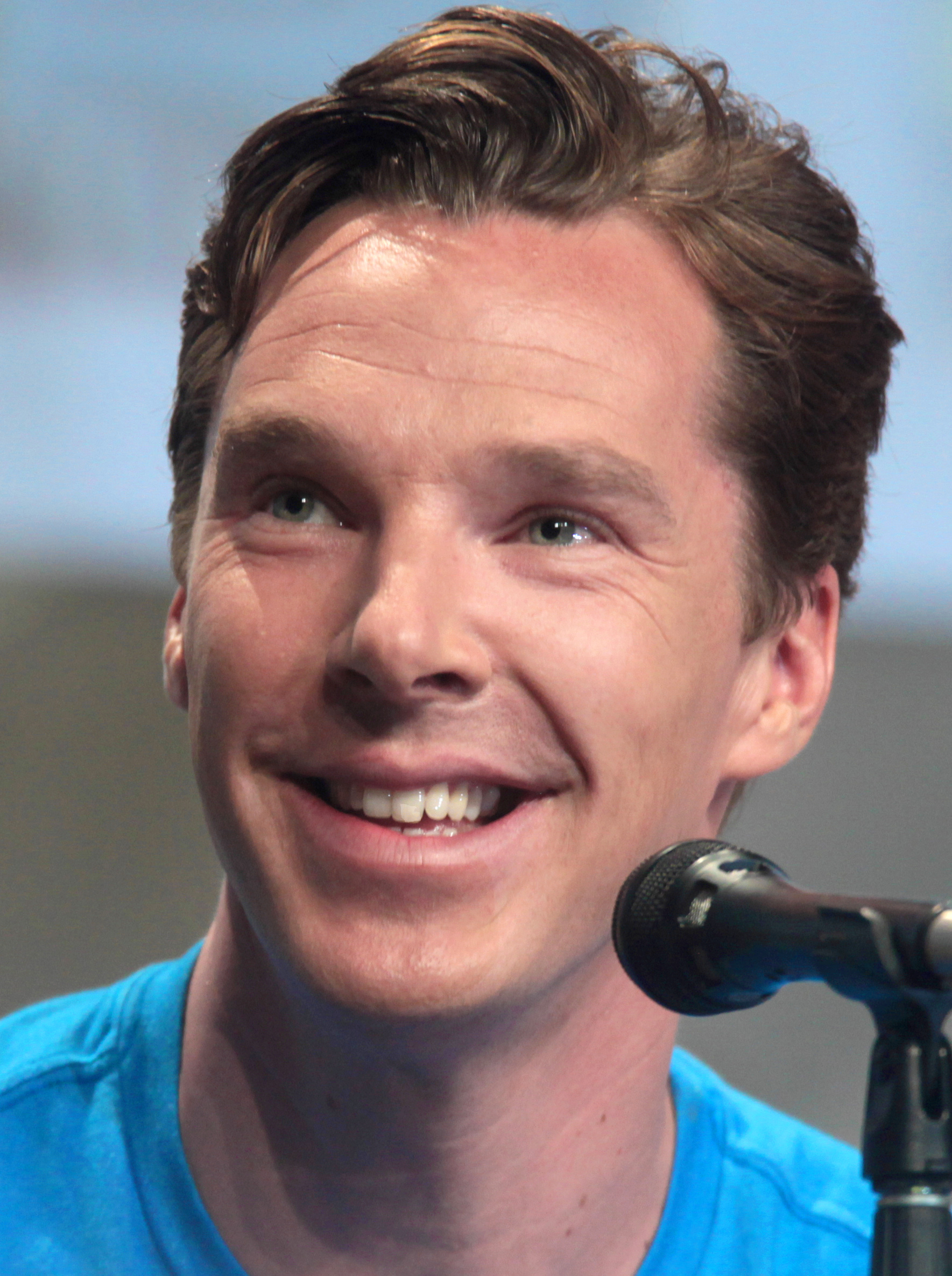
Benedict Cumberbatch (* 9. července)

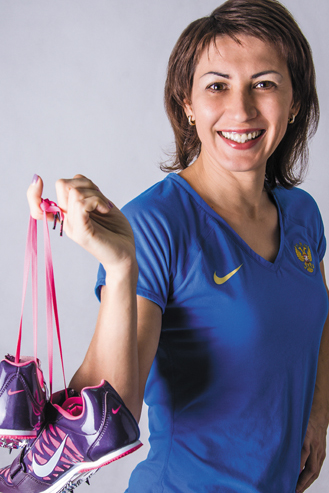
Taťjana Lebeděvová (* 21. července)

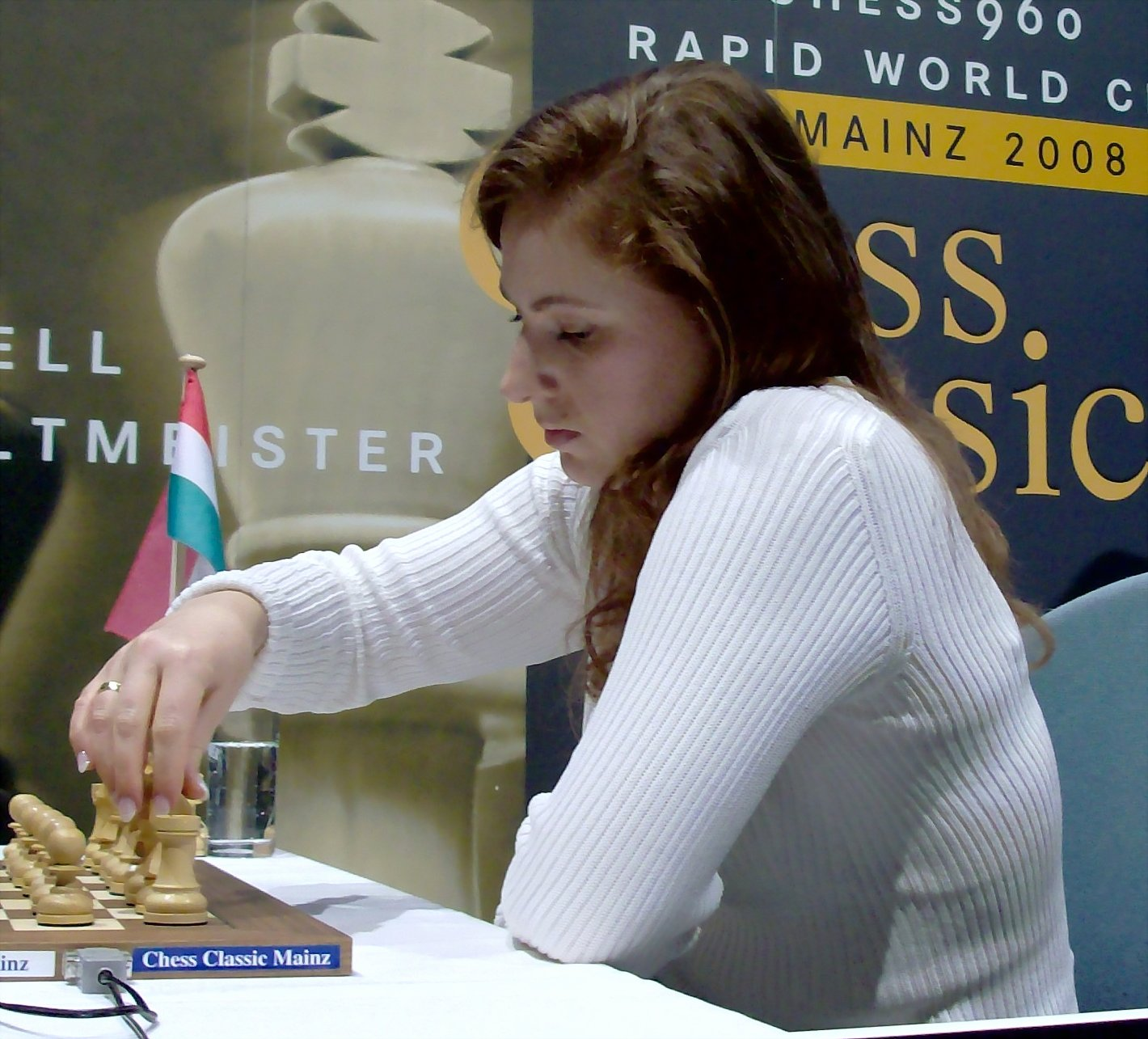
Judit Polgárová (* 23. července)

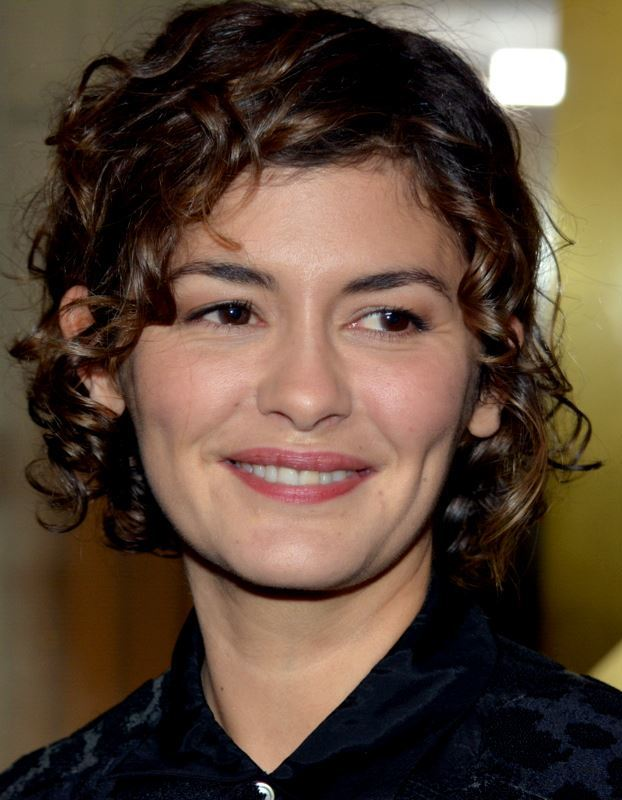
Audrey Tautou (* 9. srpna)

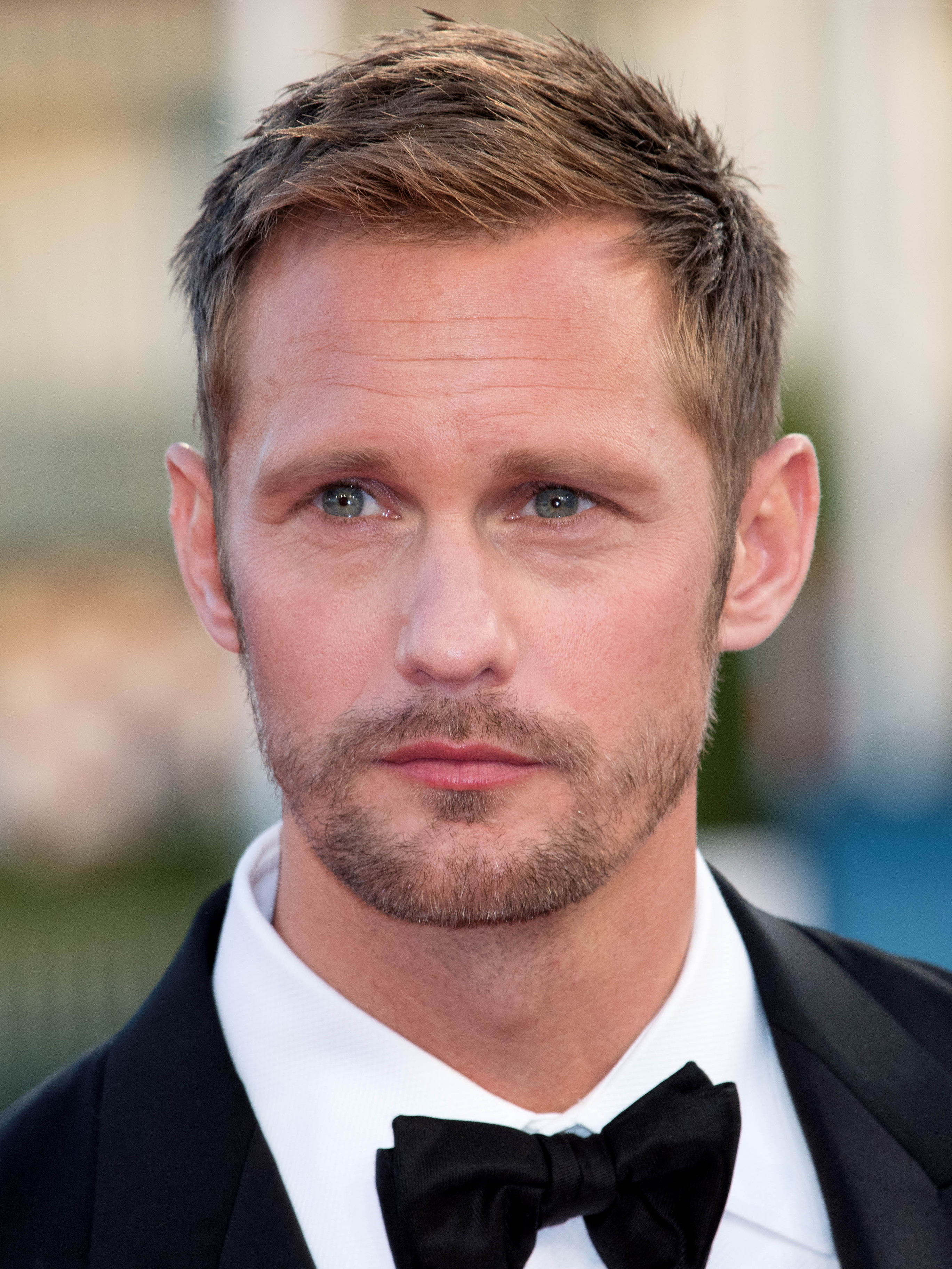
Alexander Skarsgård (* 25. srpna)

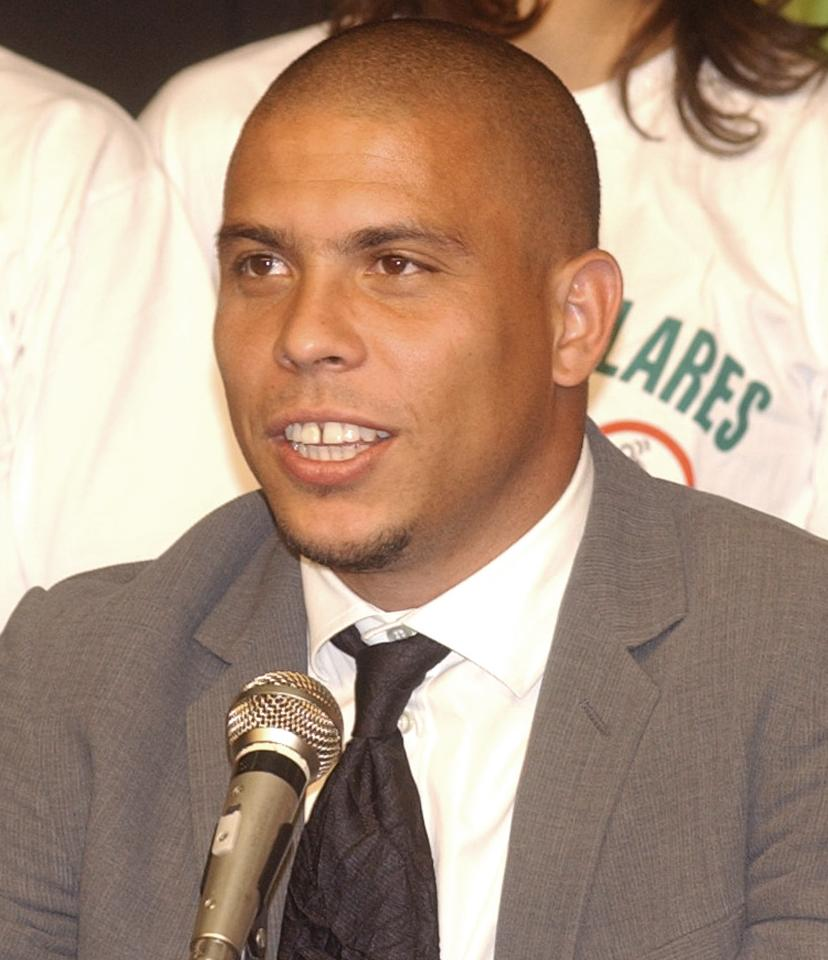
Ronaldo (* 22. září)

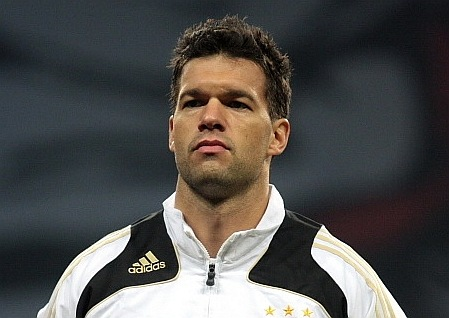
Michael Ballack (* 26. září)

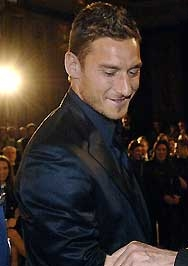
Francesco Totti (* 27. září)

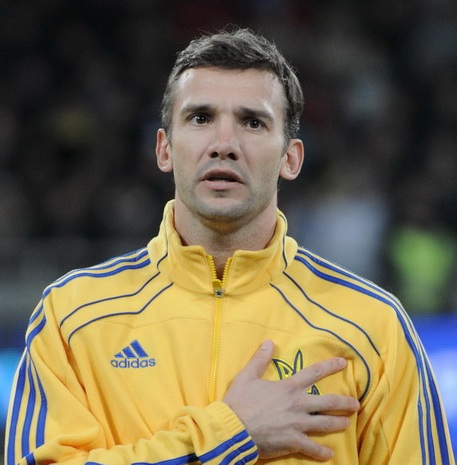
Andrij Ševčenko (* 29. září)

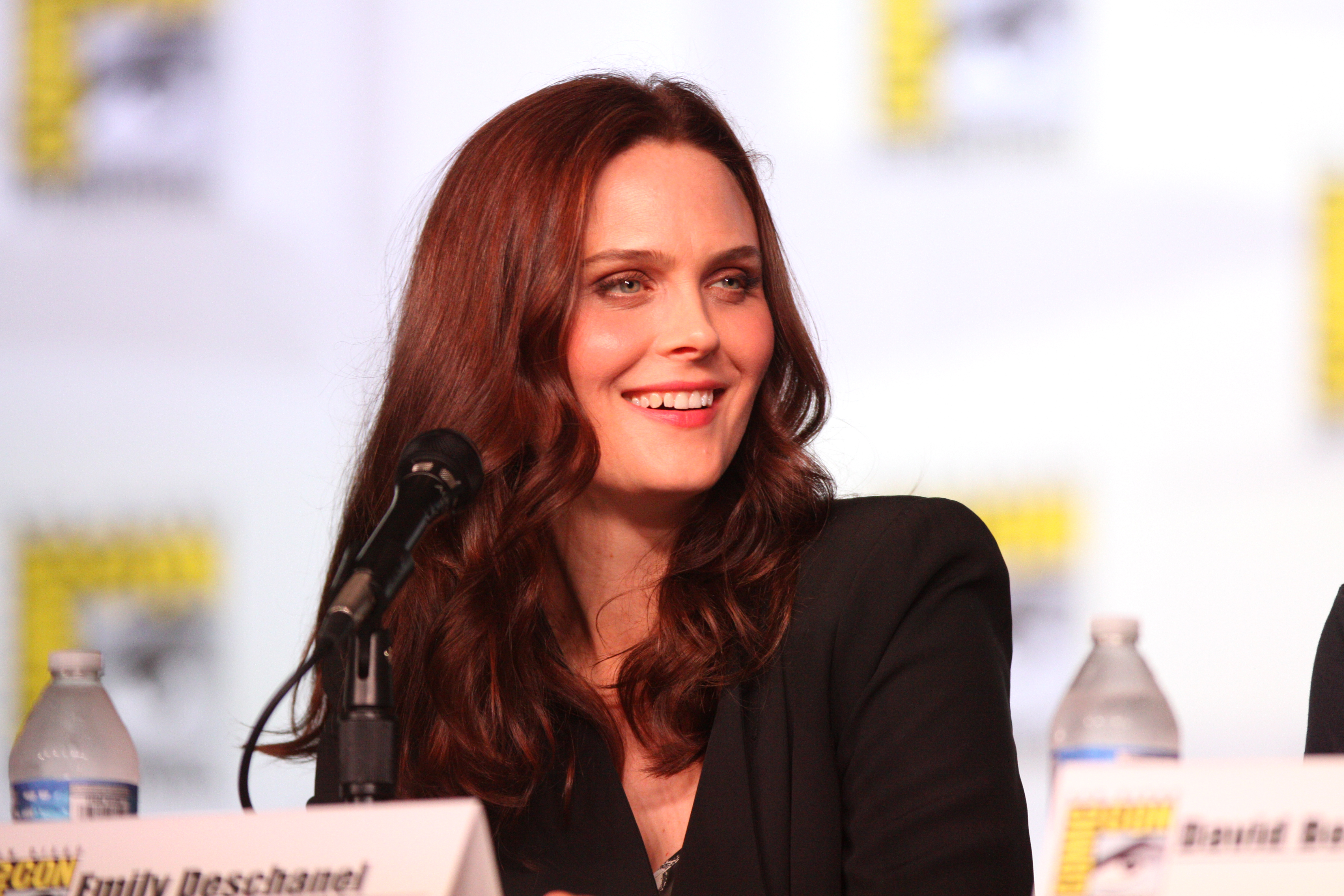
Emily Deschanelová (* 11. října)

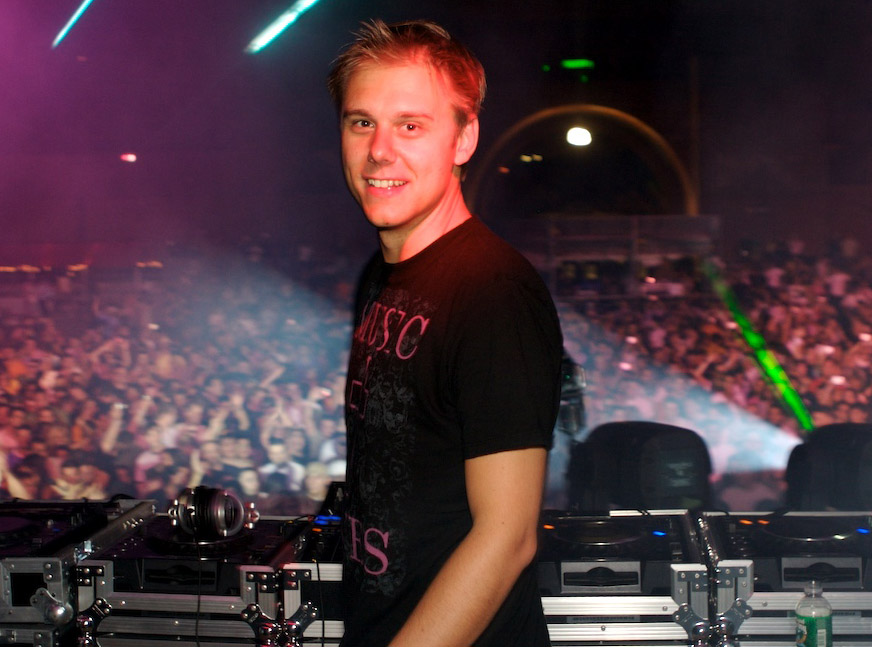
Armin van Buuren (* 25. prosince)

  - Johan Davidsson, švédský hokejista
  - Richard Zedník, slovenský lední hokejista
- 16. ledna – Martina Moravcová, slovenská plavkyně
- 19. ledna – Christoph Sumann, rakouský biatlonista
- 26. ledna – Anneka Svenska, britská aktivistka a ochránkyně přírody
- 28. ledna – Juraj Štefanka, slovenský hokejista
- 1. února – Phil Ivey, americký hráč pokeru („Tiger Woods of Poker“ / Tiger Woods pokeru)
- 2. února – Chrysopiji Devedziová, řecká atletka
- 4. února – Alex Ottiano, americký judista
- 5. února – Tony Jaa, thajský herec
- 6. února – Annelies Verbeke, belgická spisovatelka
- 13. února – Feist, kanadská zpěvačka a textařka
- 15. února – Óscar Freire, španělský cyklista
- 21. února – Ryan Smyth, kanadský lední hokejista
- 24. února
  - Zuzana Belohorcová, slovenská moderátorka
  - Adriana Kučerová, slovenská operní zpěvačka, sopranistka
  - Petra Polnišová, slovenská herečka
- 26. února – Mauro Lustrinelli, švýcarský fotbalista
- 28. února – Mark Streit, švýcarský lední hokejista
- 9. března – Anier García, kubánsky atlet
- 10. března – Barbara Schettová, rakouská tenistka
- 11. března – Oleksandr Hranovskyj, ukrajinský fotbalista
- 13. března – Christian Bindhammer, německý sportovní lezec
- 14. března
  - Stéphanie Bodet, francouzská sportovní lezkyně
  - Daniel Gillies, novozélandský herec a režisér
- 19. března – Alessandro Nesta, italský fotbalista
- 20. března – Chester Bennington, americký zpěvák († 20. července 2017)
- 22. března
  - Reese Witherspoonová, americká herečka
  - Teun de Nooijer, nizozemský pozemní hokejista
- 23. března
  - Ricardo Zonta, brazilský pilot F1
  - Michelle Monaghanová, americká herečka
  - Keri Russellová, americká herečka
- 24. března – Peyton Manning, hráč amerického fotbalu
- 25. března – Jennifer Capriatiová, americká tenistka
- 1. dubna – Clarence Seedorf, nizozemský fotbalista
- 3. dubna – Claus Severin Mørch, norský šermíř
- 5. dubna
  - Kim Collins, atlet, sprinter ze státu Svatý Kryštof a Nevis
  - Fernando Morientes, španělský fotbalista
- 7. dubna – Radoslav Suchý, slovenský hokejista
- 13. dubna – Basil Hoffmann, švýcarský šermíř
- 14. dubna – Françoise Mbangová Etoneová, kamerunská atletka
- 18. dubna – Melissa Joan Hartová, americká herečka, producentka a režisérka
- 22. dubna – Jelena Serovová, ruská inženýrka a kosmonautka
- 24. dubna – Steve Finnan, irský fotbalista
- 25. dubna – Rainer Schüttler, německý tenista
- 3. května – Alexander Gerst, německý geofyzik a astronaut
- 4. května – Martin Valihora, slovenský bubeník a perkusista
- 6. května
  - Denny Landzaat, nizozemský fotbalista
  - Candace Cameron Bure, americká herečka, manželka ruského hokejisty Valerije Bure
- 7. května – Jay Frog, německý hudebník
- 8. května – Zygmunt Miłoszewski, polský spisovatel a novinář
- 12. května – Kardinal Offishall, kanadský raper
- 20. května – Virpi Kuitunenová, finská běžkyně na lyžích
- 25. května
  - Stefan Holm, švédský atlet, skokan do výšky
  - Sandra Nasic, německá zpěvačka
- 30. května – Magnus Norman, bývalý švédský tenista
- 31. května
  - Colin Farrell, irský herec
  - Roar Ljøkelsøy, norský skokan na lyžích
- 1. června – Marlon Devonish, britský atlet, sprinter
- 2. června
  - Tim Rice-Oxley, britský hudebník
  - Michele Strazzabosco, italský lední hokejista
- 4. června
  - Alexej Navalnyj, ruský právník a politický opoziční aktivista († 16. února 2024)
  - Akvsenti Giorgadze, gruzínský ragbista
- 8. června – Lindsay Davenportová, americká tenistka
- 10. června – Hádí Saeí, íránský taekwondista
- 12. června – Martin Bajčičák, slovenský běžec na lyžích
- 17. června
  - Scott Adkins, anglický herec
  - Dušan Vemić, srbský tenista
- 20. června – Juliano Belletti, brazilský fotbalista
- 21. června – Miroslav Karhan, slovenský fotbalista
- 23. června
  - Patrick Vieira, francouzský fotbalista
  - Paola Suárezová, argentinská tenistka
- 8. června – Ed Jovanovski, kanadský lední hokejista
- 1. července
  - Ruud van Nistelrooy, nizozemský fotbalista
  - Szymon Ziółkowski, polský atlet, kladivář
- 2. července – Ahmad Mansour, izraelský psycholog a spisovatel
- 5. července – Nuno Gomes, portugalský fotbalista
- 7. července – Bérénice Bejová, francouzská herečka
- 8. července – Odile Vuillemin, francouzská herečka
- 9. července – Eric Prydz, švédský DJ a producent,
- 10. července – Ludovic Giuly, francouzský fotbalista
- 12. července
  - Anna Frielová, britská herečka
  - Petru Bălan, rumunský ragbista
- 14. července – Ľuboš Bartečko, slovenský hokejista
- 15. července
  - Walter Rodrigo Fleita, argentinský fotbalista
  - Diane Krugerová, německá herečka a bývalá modelka
  - Walter Rodrigo Fleita, argentinský fotbalista
- 16. července
  - Franklin Roberto Lashley, americký wrestler
  - Anna Smašnovová, izraelská tenistka
- 17. července
  - Marcos Senna, španělský fotbalista
  - Anders Svensson, švédský fotbalista
- 19. července – Benedict Cumberbatch, britský herec
- 20. července – Andrew Stockdale, australský zpěvák a kytarista, spoluzakladatel skupiny Wolfmother
- 21. července – Taťjana Lebeděvová, bývalá ruská atletka, trojskokanka a dálkařka
- 23. července
  - Róbert Jakab, slovenský herec
  - Juanito, španělský fotbalista
  - Judit Polgárová, maďarská šachistka
- 24. července
  - Tiago Monteiro, portugalský pilot F1
  - Ivan Tichon, běloruský kladivář
- 26. července – Alice Taglioniová, francouzská herečka
- 2. srpna – Sam Worthington, australský herec
- 4. srpna – Chris Pitman, americký hudebník
- 5. srpna – Danica Jurčová, slovenská herečka
- 9. srpna – Audrey Tautou, francouzská herečka
- 11. srpna
  - Iván Córdoba, kolumbijský fotbalista
  - Ľubomír Višňovský, slovenský lední hokejista
- 13. srpna – Nicolás Lapentti, ekvádorský tenista
- 14. srpna – Fabrizio Donato, italský atlet
- 21. srpna – Liezel Huberová, americká tenistka
- 23. srpna – Scott Caan, americký herec
- 24. srpna – Alex O'Loughlin, americký herec
- 25. srpna – Alexander Skarsgård, švédský herec
- 26. srpna – Zemfira, ruská zpěvačka
- 27. srpna
  - Jon Dahl Tomasson, dánský fotbalista
  - Carlos Moyà, španělský tenista
  - Mark Webber, australský pilot F1
- 30. srpna – Ivan Petranský, slovenský historik
- 1. září – Ivano Brugnetti, italský atlet
- 2. září – Ivan Majeský, slovenský hokejista
- 6. září
  - Tom Pappas, americký desetibojař
  - Wojciech Wierzejski, polský politik
- 9. září – Mattias Öhlund, švédský lední hokejista
- 10. září
  - Gustavo Kuerten, brazilský tenista
  - Reinder Nummerdor, nizozemský volejbalista
- 14. září – Agustín Calleri, argentinský tenista
- 22. září
  - Ronaldo, brazilský fotbalista
  - Sala Baker, novozélandský herec a kaskadér
  - Martin Solveig, francouzský DJ
- 26. září – Michael Ballack, německý fotbalista
- 27. září – Francesco Totti, italský fotbalista
- 29. září – Andrij Ševčenko, ukrajinský fotbalista
- 2. října – Anita Kulcsárová, maďarská házenkářka († 19. ledna 2005)
- 3. října
  - Herman Li, britský hudebník, skladatel a kytarista
  - Seann William Scott, americký herec
- 10. října – Shane Doan, kanadský lední hokejista
- 11. října – Emily Deschanelová, americká herečka
- 12. října – Kajsa Bergqvistová, švédská atletka
- 13. října – Juan Manuel Sara, argentinský fotbalista
- 14. října – Andreas Widhölzl, rakouský skokan na lyžích
- 16. října – Marius Colucci, francouzský herec
- 19. října – André Bucher, bývalý švýcarský běžec na střední tratě
- 23. října – Ryan Reynolds, americký herec
- 26. října – Miikka Kiprusoff, finský lední hokejový brankář
- 31. října
  - Guti, španělský fotbalista
  - Piper Perabo, americká herečka
- 1. listopadu – Ana Bagration-Gruzinská, gruzínská královská princezna
- 2. listopadu – Thierry Omeyer, francouzský házenkář
- 7. listopadu – Mark Philippoussis, australský tenista
- 13. listopadu – Kelly Sothertonová, britská atletka
- 15. listopadu – Virginie Ledoyen, francouzská herečka
- 16. listopadu – Arno Steinwender, rakouský vývojář deskových her
- 17. listopadu – Brandon Call, americký herec
- 19. listopadu – Benny Vansteelant, belgický duatlonista († 14. září 2007)
- 22. listopadu
  - Torsten Frings, německý fotbalista
  - Ville Valo, zpěvák skupiny HIM
- 28. listopadu – Lucia Nicholsonová, slovenská novinářka a politička
- 29. listopadu
  - Anna Farisová, americká herečka
  - Chadwick Boseman, americký herec († 28. srpna 2020)
- 1. prosince – Dean O'Gorman, novozélandský herec
- 2. prosince – Vladimír Janočko, slovenský fotbalista
- 5. prosince – Amy Acker, americká herečka
- 6. prosince – Colleen Haskell, americká herečka
- 8. prosince – Dominic Monaghan, anglický herec
- 12. prosince – Róbert Tomík, slovenský hokejista
- 14. prosince – Petter Hansson, švédský fotbalista
- 15. prosince – Roger García, španělský fotbalista
- 20. listopadu – Acuši Jonejama, japonský fotbalista
- 23. prosince
  - Mikael Samuelsson, švédský lední hokejista
  - Giba, brazilský volejbalista
- 25. prosince
  - Armin van Buuren, nizozemský trance Dj
  - Tuomas Holopainen, finský hudebník a skladatel, spoluzakladatel skupiny Nightwish
- 27. prosince – Piotr Morawski, polský horolezec († 8. dubna 2009)
- 29. prosince – Michal Hvorecký, slovenský spisovatel
- ? – China Keitetsi, ugandská aktivistka

## Úmrtí

### Česko
- 11. ledna – Bohumír Dvorský, malíř (* 21. října 1902)
- 15. ledna – Bohumil Soudský, český archeolog (* 19. ledna 1922)
- 25. ledna – Stanislav Maršo, český tvůrce písma, typograf a pedagog (* 23. září 1910)
- 28. ledna – Vladimír Brehovszký, český malíř, ilustrátor a grafik (* 26. září 1925)
- 29. ledna – Václav Junek, malíř a grafik (* 16. srpna 1913)
- 11. února – František Schön, český akademický malíř (* 1. února 1882)
- 15. února – Přemysl Pitter, protestantský kazatel, spisovatel, publicista a sociální pracovník (* 21. června 1895)
- 29. února
  - Václav Binovec, český filmový scenárista a režisér (* 18. září 1892)
  - Ota Ginz, český esperantista (* 19. července 1896)
- 13. března – Miloslav Valouch, fyzik a politik (* 4. srpna 1903)
- 17. března
  - Ivan Borkovský, český archeolog ukrajinského původu (* 8. září 1897)
  - Norbert Frýd, český spisovatel (* 21. dubna 1913)
- 19. března
  - Cyril Hykel, český sběratel lidové slovesnosti (* 28. listopadu 1896)
  - Luděk Pacák, český spisovatel a hudební skladatel (* 20. února 1902)
- 1. dubna – Miroslav Ponc, hudební skladatel a dirigent (* 2. prosince 1902)
- 6. dubna – Josef Váňa, český generál (* 9. ledna 1893)
- 22. dubna – Alfréd Radok, režisér (* 17. prosince 1914)
- 26. dubna – Miloš Lukáš, filolog, překladatel, uznávaný polyglot a esperantista (* 15. září 1897)
- 2. května – Zdeněk Fierlinger, český politik (* 11. července 1891)
- 7. května – Luboš Holeček, studentský vůdce
- 19. května – Eduard Milén, český malíř a scénograf (* 18. března 1891)
- 21. května – Karel Lidický, sochař a medailér (* 17. června 1900)
- 24. května – Karel Schubert, horolezec, první Čech na vrcholu osmitisícovky (* 29. ledna 1945)
- 30. května – František Široký, voják a příslušník výsadku Calcium (* 23. února 1912)
- 2. června – František Zupka, československý politik, předseda ÚRO (* 30. června 1901)
- 8. června – František Foltýn, český malíř (* 9. června 1891)
- 10. června – Jaroslav Novotný, český filmový režisér, průkopník a zakladatel školního výukového filmu a filmový dokumentarista (* 21. března 1903)
- 24. června – Bohuslav Březovský, český spisovatel (* 25. listopadu 1912)
- 29. června
  - Emil Franzel, sudetoněmecký historik, novinář a spisovatel (* 29. května 1901)
  - Leopold Heyrovský, český právník a entomolog (* 25. listopadu 1892)
- 3. července – Theodor Kilian, český esperantista (* 26. září 1897)
- 6. června – Jaroslav Pušbauer, československý hokejový reprezentant (* 31. července 1901)
- 7. července – Josef Matička, malíř a grafik (* 13. září 1893)
- 8. července – Jaromír Horáček, regionální spisovatel a vlastivědný pracovník (* 3. října 1900)
- 16. července – Bohumír Cyril Petr, český varhaník, hudební skladatel, hudební vědec, defektolog, topograf a historik (* 13. října 1905)
- 18. července – Jan Koutný, československý gymnasta, dvě stříbrné medaile LOH 1924 a 1928 (* 24. června 1897)
- 22. července – Jan Jůzl, český malíř a grafik (* 25. listopadu 1905)
- 3. srpna – Jan Knobloch-Madelon, československý fotbalový reprezentant (* 20. července 1905)
- 4. srpna – Věra Ferbasová, česká herečka (* 21. září 1913)
- 22. srpna – Zdenka Gräfová, herečka (* 31. července 1886)
- 2. září – Alain Rohan, český šlechtic a právník (* 26. července 1893)
- 3. září – Hermína Vojtová, česká herečka (* 12. listopadu 1890)
- 11. září – Jan Kunc, český hudební skladatel a pedagog (* 27. března 1883)
- 15. září – Josef Sudek, český fotograf (* 17. března 1896)
- 24. září
  - Pavel Nauman, český spisovatel, novinář a historik (* 2. května 1907)
  - Jan Tříska, český akademický sochař (* 4. prosince 1904)
- 28. září – Miloš Sokola, český houslista a hudební skladatel (* 18. dubna 1913)
- 12. října – Jaroslav Mráz-Habrovský, český malíř (* 14. srpna 1891)
- 25. října
  - Eduard Kohout, český herec (* 6. března 1889)
  - František Křelina, český spisovatel (* 26. července 1903)
- 31. října – Ivan Weiss, divadelní režisér (* 22. prosince 1921)
- 6. listopadu – Václav Čtvrtek, český spisovatel (* 4. dubna 1911)
- 8. listopadu – František Paul, český herec, zpěvák, režisér a hudebník (* 28. dubna 1898)
- 21. listopadu
  - Otto Rutrle, český teolog, religionista (* 5. března 1908)
  - Antonín Raymond, český moderní architekt (* 10. května 1888)
- 30. listopadu – Otomar Korbelář, český hudebník, herec a režisér (* 3. listopadu 1899)
- 13. prosince – Ladislav Sutnar, český designer, typograf, avantgardní umělec (* 9. prosince 1897)
- 27. prosince – Albert Kutal, český historik umění (* 9. ledna 1904)
- ? – Julius Reisz, československý politik (* 1880)
- ? – Jan Černohorský, český právník, šermíř a olympionik (* 1898)
- ? – Antonín Křišťál, český fotbalový reprezentant (* 5. února 1904)

### Svět

Agatha Christie († 12. ledna)

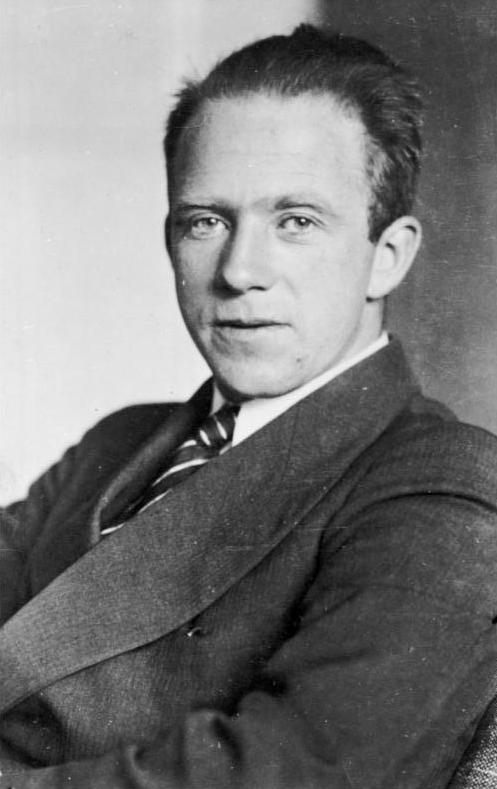
Werner Heisenberg († 1. února)

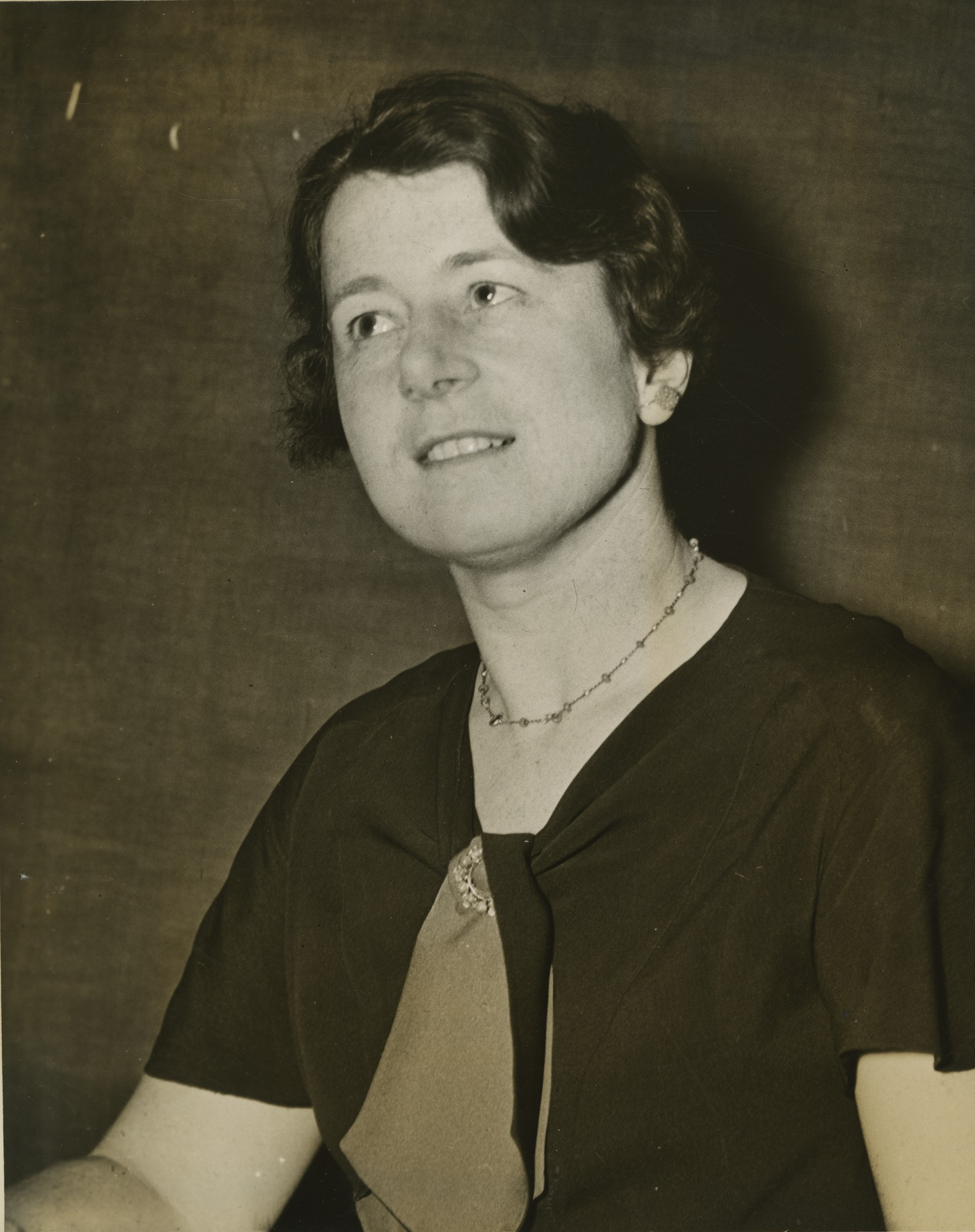
Dorothy Maud Wrinchová († 11. února)

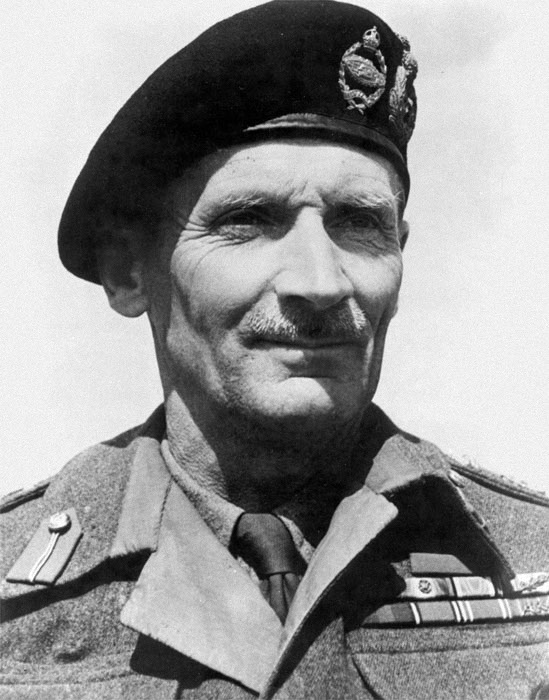
Bernard Montgomery († 24. března)

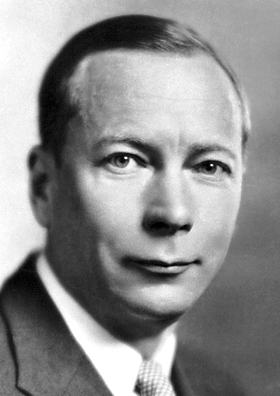
Henrik Dam († 17. dubna)

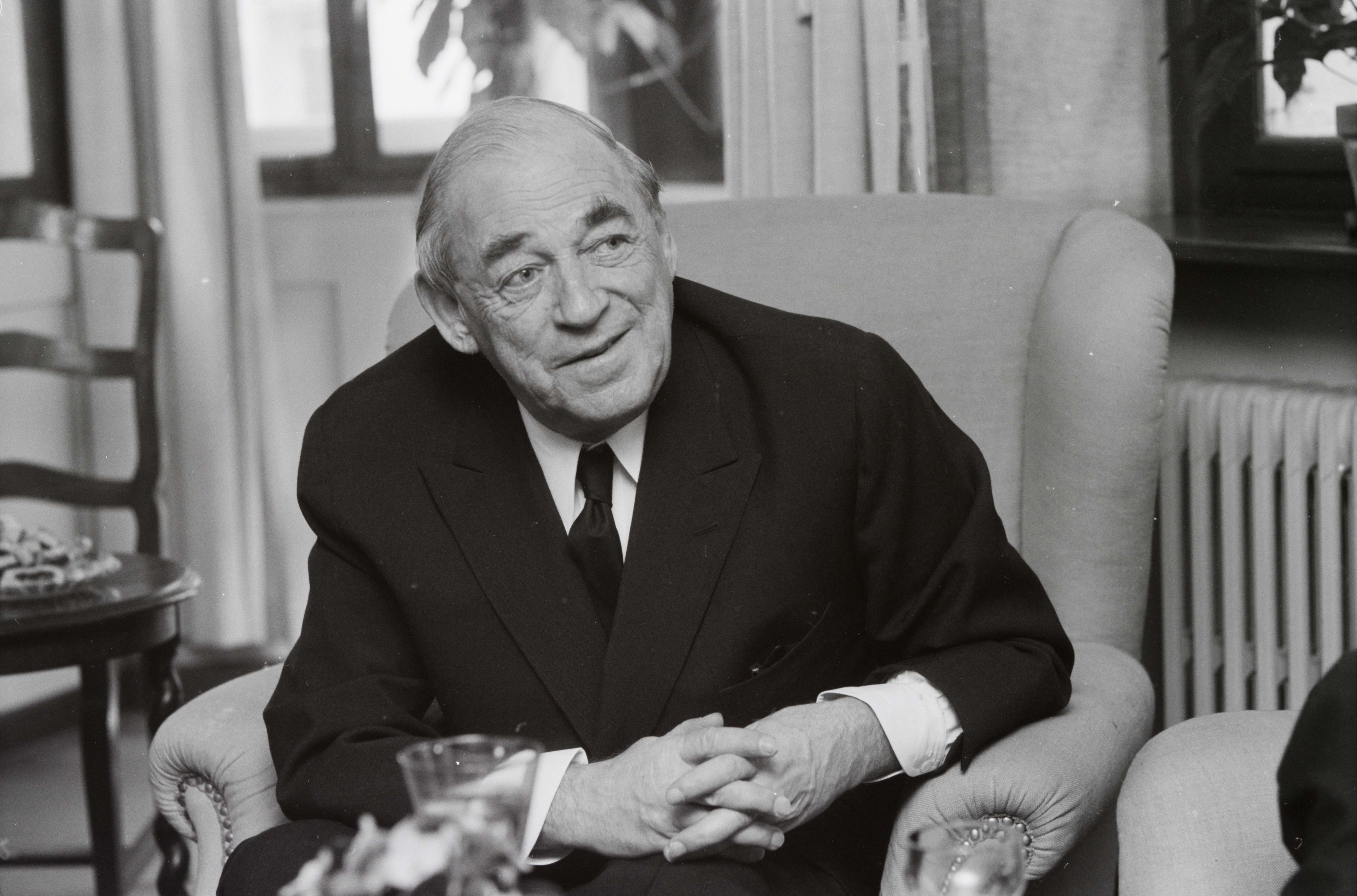
Alvar Aalto († 11. května)

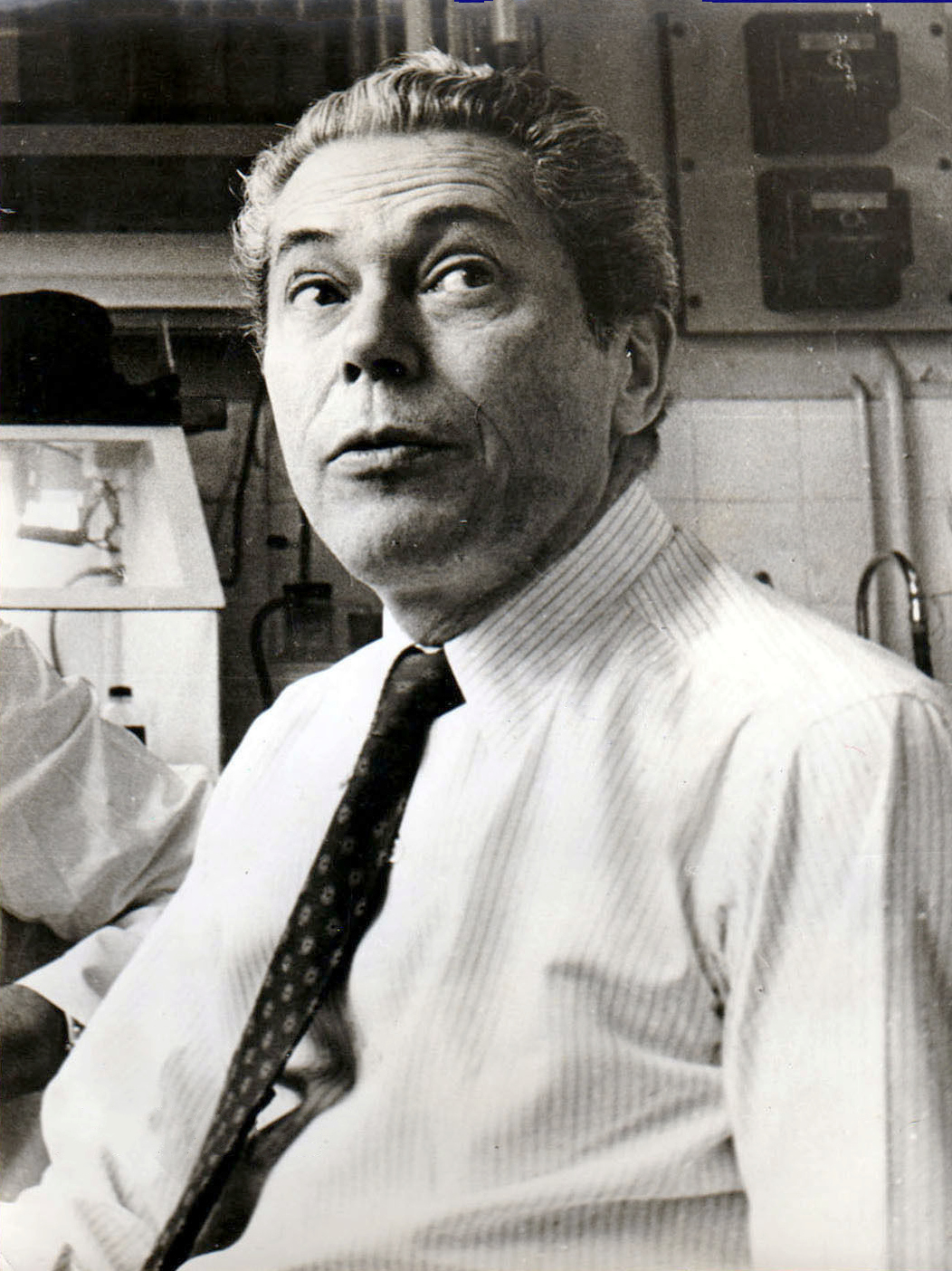
Jacques Monod († 31. května)

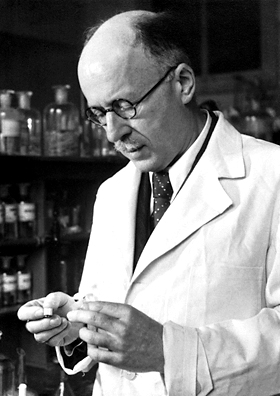
Leopold Ružička († 26. září)

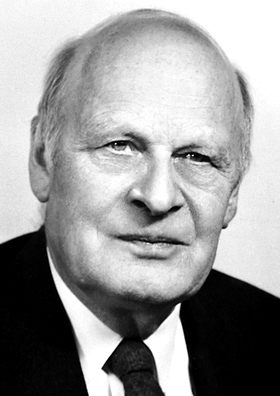
Lars Onsager († 5. října)

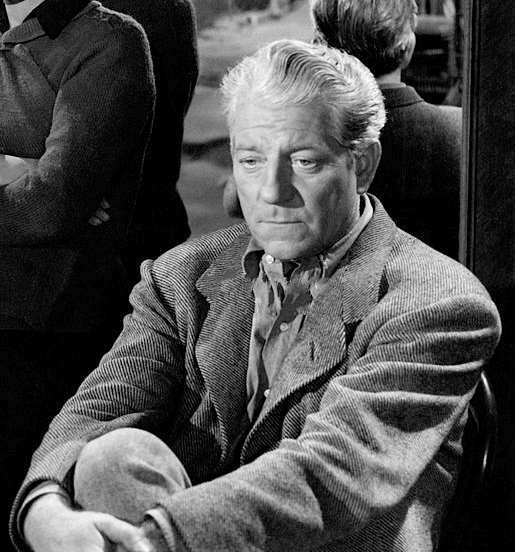
Jean Gabin († 15. listopadu)

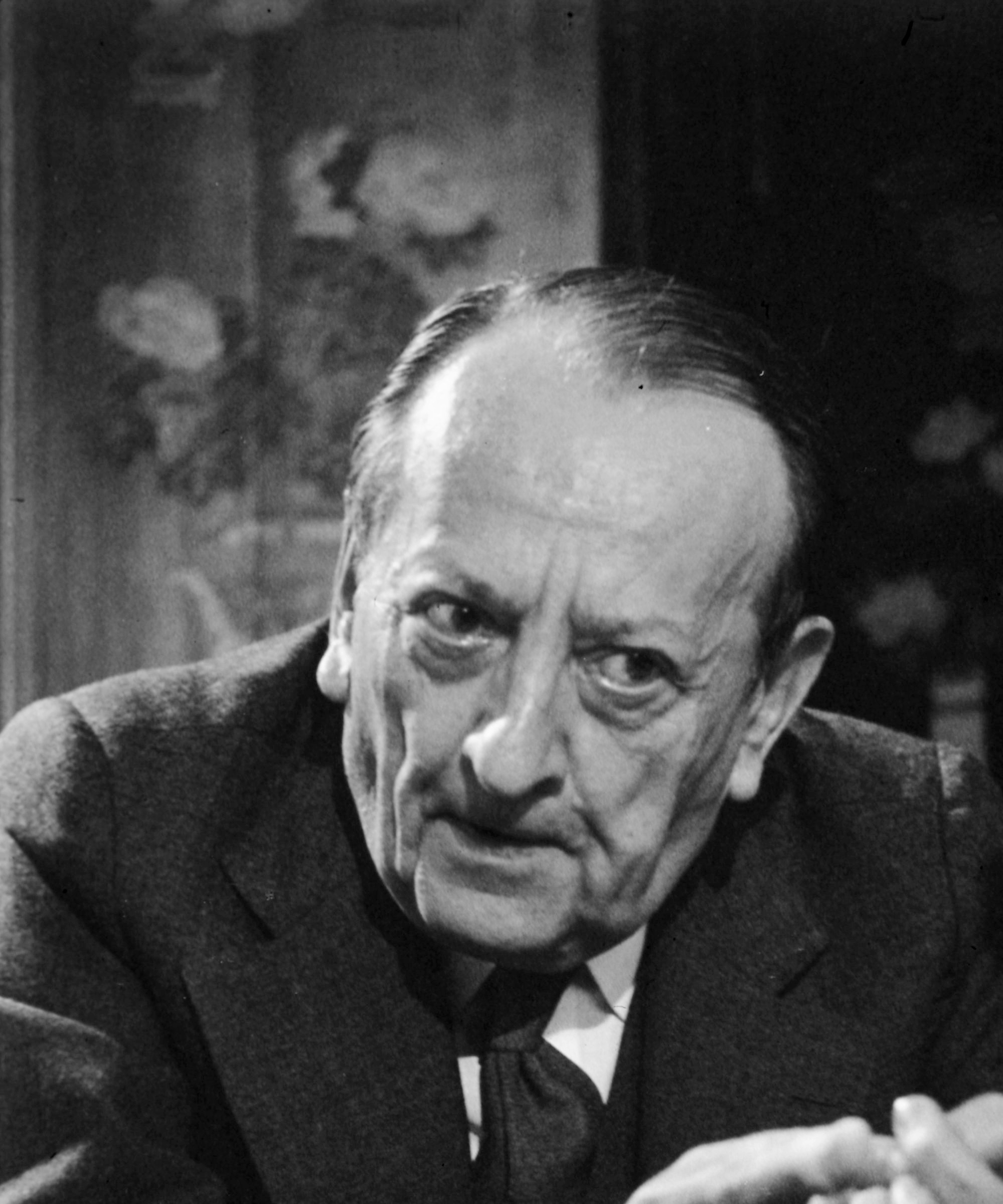
André Malraux († 23. listopadu)

- 3. ledna – John Ainsworth-Davis, velšský lékař a olympijský vítěz v běhu 1920 (* 23. dubna 1895)
- 5. ledna – Hamit Kaplan, turecký zápasník, olympijský vítěz v těžké váze (* 20. září 1934)
- 8. ledna – Čou En-laj, čínský politik (* 5. března 1898)
- 10. ledna
  - Howlin' Wolf, americký bluesový kytarista, zpěvák a skladatel (* 10. června 1910)
  - Delbert Ray Fulkerson, americký matematik (* 14. srpna 1924)
- 12. ledna – Agatha Christie, anglická spisovatelka (* 15. září 1890)
- 23. ledna – Paul Robeson, americký herec, sportovec, zpěvák a spisovatel (* 9. dubna 1898)
- 24. ledna
  - Pinchas Lavon, izraelský politik (* 12. července 1904)
  - Emil Bodnăraș, rumunský komunistický politik (* 10. února 1904)
- 26. ledna – Gabriele Allegra, italský biblista, blahoslavený (* 26. prosince 1907)
- 29. ledna – Jesse Fuller, americký zpěvák, kytarista a hráč na foukací harmoniku (* 12. března 1896)
- 30. ledna – Arnold Gehlen, německý sociolog a filosof (* 29. ledna 1904)
- 1. února
  - Hans Richter, německý malíř a filmový producent (* 6. dubna 1888)
  - Werner Heisenberg, německý fyzik, nositel Nobelovy ceny z roku 1932 za fyziku v oboru kvantové mechaniky (* 5. prosince 1901)
- 7. února – Elijahu Kitov, rabín, vychovatel a spisovatel (* 22. března 1912)
- 8. února – Arsenij Semjonov, ruský spisovatel (* 16. ledna 1935)
- 11. února
  - Alexander Lippisch, německý letecký konstruktér (* 2. listopadu 1894)
  - Dorothy Maud Wrinchová, americká matematička (* 12. září 1894)
- 20. února – René Cassin, francouzský politik (* 5. října 1887)
- 21. února – Tage Aurell, švédský spisovatel, novinář a překladatel (* 2. března 1895)
- 22. února – Michael Polanyi, maďarsko-britský filozof a chemik (* 11. března 1891)
- 27. února – Kálmán Kalocsay, maďarský esperantista (* 6. října 1891)
- 1. března – Jean Martinon, francouzský skladatel a dirigent (* 10. ledna 1910)
- 4. března – Walter Schottky, německý fyzik (* 23. července 1886)
- 7. března
  - Tove Ditlevsenová, dánská spisovatelka (* 14. prosince 1917)
  - Jožo Nižnánsky, slovenský spisovatel (* 30. srpna 1903)
- 11. března – Gordon Dobson, britský fyzik a meteorolog (* 25. února 1889)
- 17. března – Luchino Visconti, italský scenárista a režisér (* 2. listopadu 1906)
- 19. března – Paul Kossoff, britský rockový kytarista (* 14. září 1950)
- 22. března – Viktor Emil von Gebsattel, německý lékař, psycholog, personalistický filosof a spisovatel (* 4. února 1883)
- 24. března – Bernard Law Montgomery, britský polní maršál (* 17. listopadu 1887)
- 25. března – Josef Albers, americký malíř (* 19. března 1888)
- 31. března – Paul Strand, americký fotograf a kameraman českého původu (* 16. října 1890)
- 1. dubna
  - Dimitrij Andrusov, slovenský geolog ruského původu (* 7. listopadu 1897)
  - Max Ernst, francouzský malíř (* 2. dubna 1891)
- 4. dubna – Harry Nyquist, americký informatik a fyzik švédského původu (* 7. února 1889)
- 5. dubna – Howard Hughes, americký letecký konstruktér, pilot, podnikatel a filmový režisér (* 24. prosince 1905)
- 7. dubna – Jimmy Garrison, americký jazzový kontrabasista (* 3. března 1934)
- 9. dubna – Phil Ochs, americký folkový písničkář, autor a interpret protestních písní (* 19. prosince 1940)
- 15. dubna – David Elazar, izraelský generál, náčelník Generálního štábu (* 27. srpna 1925)
- 16. dubna – Ján Arpáš, slovenský fotbalový reprezentant (* 7. listopadu 1917)
- 17. dubna – Henrik Dam, dánský biochemik a fyziolog, Nobelova cena 1943 (* 21. února 1895)
- 22. dubna – Colin MacInnes, anglický spisovatel a novinář (* 20. srpna 1914)
- 23. dubna – Sergej Matvejevič Štemenko, náčelník generálního štábu Sovětské armády (* 20. února 1907)
- 25. dubna – Markus Reiner, izraelský vědec, odborník v oblasti reologie (* 5. ledna 1886)
- 26. dubna
  - Armstrong Sperry, americký spisovatel a ilustrátor (* 7. listopadu 1897)
  - Andrej Antonovič Grečko, sovětský voják a politik (* 17. října 1903)
- 29. dubna – Anna Barkovová, sovětská básnířka, novinářka a scenáristka (* 16. července 1901)
- 4. května – Henri Bosco, francouzský spisovatel (* 16. listopadu 1888)
- 9. května
  - Floyd Council, americký bluesový kytarista a zpěvák (* 2. září 1911)
  - Ulrike Meinhofová, německá novinářka, spoluzakladatelka ultralevicové organizace Frakce Rudé armády (* 7. října 1934)
- 11. května – Alvar Aalto, finský architekt (* 3. února 1898)
- 14. května – Keith Relf, anglický hudebník (* 22. března 1943)
- 24. května – Hugo Wieslander, švédský olympijský vítěz v desetiboji (* 11. června 1889)
- 26. května – Martin Heidegger, německý filosof (* 26. září 1889)
- 31. května – Jacques Monod, francouzský biochemik, Nobelova cena za fyziologii a medicínu 1965 (* 2. září 1910)
- 3. června – Viggo Kampmann, premiér Dánska (* 21. července 1910)
- 8. června – Michail Jefimovič Katukov, velitel tankových a mechanizovaných vojsk Rudé armády (* 17. září 1900)
- 10. června – Adolph Zukor, filmový podnikatel, zakladatel Paramount Pictures (* 7. ledna 1873)
- 14. června – Knut Dánský, dánský princ (* 27. července 1900)
- 15. června – Andrzej Wantuła, polský duchovní, teolog a historik (* 26. listopadu 1905)
- 22. června – Paul Pimsleur, americký lingvista (* 17. října 1927)
- 23. června – William DeHart Hubbard, americký olympijský vítěz ve skoku do dálky 1924 (* 25. listopadu 1903)
- 24. června
  - Imogen Cunninghamová, americká fotografka (* 12. dubna 1883)
  - Minor White, americký fotograf, teoretik, kritik a pedagog (* 9. července 1908)
- 25. června – Johnny Mercer, americký textař (* 18. listopadu 1909)
- 30. června – Werner Fuchs, šéf německé kanceláře pro konstrukci válečného loďstva (* 18. ledna 1891)
- 1. července – Anneliese Michel, německá oběť exorcizmu (* 21. září 1952)
- 3. července – Alexander Lernet-Holenia, rakouský spisovatel (* 21. října 1897)
- 4. července – Jonatan Netanjahu, izraelský voják a národní hrdina (* 13. května 1946)
- 6. července – Ču Te, maršál, čínský komunistický vojevůdce a státník (* 1. prosince 1886)
- 7. července – Gustav Heinemann, prezident Německa (* 23. července 1899)
- 9. července – Arnold Gingrich, zakladatel a editor časopisu Esquire (* 5. prosince 1903)
- 13. července – Sergej Protopopov, slovenský fotograf a malíř původem z Ruska (* 5. července 1895)
- 14. července – Cvija Lubetkinová, vůdčí osobnost polské Židovská bojové organizace (* 9. listopadu 1914)
- 15. července – Jozef Pospíšil, slovenský sochař (* 27. dubna 1897)
- 22. července
  - Karol Hławiczka, polský skladatel, muzikolog, pianista a varhaník (* 14. února 1894)
  - Mortimer Wheeler, britský archeolog Mortimer Wheeler (* 10. září 1890)
- 23. července – Vasiľ Hopko, slovenský řeckokatolický biskup (* 21. dubna 1904)
- 26. července – Nikolaj Nosov, ruský autor dětských knih (* 22. listopadu 1908)
- 29. července – Mickey Cohen, americký gangster (* 4. září 1913)
- 30. července – Rudolf Bultmann, německý luterský teolog a biblista (* 20. srpna 1884)
- 2. srpna – Fritz Lang, rakouský a americký filmový režisér a scenárista (* 5. prosince 1890)
- 6. srpna
  - Antoni Pous i Argila, katalánský básník (* 21. června 1932)
  - Grigorij Pjatigorskij, ukrajinský violoncellista (* 17. dubna 1903)
- 10. srpna – Karl Schmidt-Rottluff, německý expresionistický malíř a grafik (* 1. prosince 1884)
- 11. srpna – Giovanni Gozzi, italský zápasník, zlato na OH 1932 (* 19. října 1902)
- 22. srpna
  - Gina Bachauerová, řecká klavíristka (* 21. května 1913)
  - Juscelino Kubitschek de Oliveira, brazilský prezident (* 12. září 1902)
- 25. srpna – Eyvind Johnson, švédský spisovatel (* 29. července 1900)
- 26. srpna – Roman Abraham, polský generál za druhé světové války (* 28. února 1891)
- 29. srpna – Jimmy Reed, americký bluesový zpěvák, hráč na foukací harmoniku a kytarista (* 6. září 1925)
- 30. srpna – Paul Felix Lazarsfeld, americký sociolog rakouského původu (* 13. února 1901)
- 2. září – Stanisław Grochowiak, polský básník, prozaik, dramatik a publicista (* 24. ledna 1934)
- 4. září – Laco Novomeský, slovenský básník, publicista a politik (* 27. prosince 1904)
- 8. září – Clarice Beniniová, italská šachistka (* 8. ledna 1905)
- 9. září – Mao Ce-tung, čínský politik (* 26. prosince 1893)
- 10. září – Dalton Trumbo, americký scenárista a spisovatel (* 9. prosince 1905)
- 13. září – Franz Eppel, rakouský historik umění (* 24. září 1921)
- 14. září – Pavel Karađorđević, jugoslávský regent (* 27. dubna 1893)
- 21. září – Benjamin Graham, americký ekonom (* 8. května 1894)
- 24. září
  - Wilhelm Kamlah, německý filosof (* 3. září 1905)
  - Franciszek Jop, diecézní biskup opolský (* 8. října 1897)
- 26. září
  - Pál Turán, maďarský matematik (* 18. srpna 1910)
  - Leopold Ružička, chorvatský chemik (* 13. září 1887)
- 2. října – Johannes Schultze, německý historik (* 13. května 1881)
- 3. října
  - Juraj Váh, slovenský dramatik, prozaik a překladatel (* 29. srpna 1925)
  - Émile Benveniste, francouzský jazykovědec (* 27. března 1902)
- 5. října – Lars Onsager, norský fyzikální chemik, Nobelova cena za chemii 1968 (* 27. listopadu 1903)
- 6. října – Gilbert Ryle, britský filosof (* 19. srpna 1900)
- 7. října – Jean Sardier, francouzský stíhací pilot (* 5. května 1897)
- 10. října – Štefan Luby, slovenský právník (* 5. ledna 1910)
- 17. října – Alexandr Chvylja, sovětský herec švédského původu (* 15. července 1905)
- 22. října – Alžběta Helena Thurn-Taxis, thurn-taxiská princezna, míšeňská markraběnka a titulární saská královna (* 15. prosince 1903)
- 24. října – Georgij Aleksandrovič Ostrogorskij, jugoslávský historik (* 19. ledna 1902)
- 25. října – Raymond Queneau, francouzský spisovatel (* 21. února 1903)
- 26. října – Elijahu Dobkin, vůdčí osoba hnutí dělnického sionismu (* 31. prosince 1898)
- 5. listopadu – Willi Hennig, německý biolog (* 20. dubna 1913)
- 8. listopadu
  - Jakub Bauernfreund, slovenský malíř (* 25. října 1904)
  - Armas Taipale, finský olympijský vítěz v hodu diskem (* 27. července 1890)
- 9. listopadu – Gottfried von Cramm, německý tenista (* 7. července 1909)
- 11. listopadu – Alexander Calder, americký výtvarník (* 22. srpna 1898)
- 15. listopadu – Jean Gabin, francouzský herec (* 17. května 1904)
- 16. listopadu – Marie Frommer, německá architektka (* 17. března 1890)
- 18. listopadu – Man Ray, americký malíř, fotograf, sochař a filmař (* 27. srpna 1890)
- 20. listopadu – Trofim Lysenko, sovětský agronom (* 17. září 1898)
- 22. listopadu – Sevgi Soysal, turecká spisovatelka (* 30. září 1936)
- 23. listopadu – André Malraux, francouzský archeolog, spisovatel a politik (* 3. listopadu 1901)
- 27. listopadu – Michail Trachman, sovětský novinářský fotograf (* 10. října 1918)
- 3. prosince – Alexandr Alexandrovič Novikov, velitel sovětského letectva během druhé světové války (* 19. listopadu 1900)
- 4. prosince
  - Tommy Bolin, americký kytarista (* 1. srpna 1951)
  - Benjamin Britten, britský skladatel (* 22. listopadu 1913)
- 6. prosince – João Goulart, brazilský prezident (* 1. března 1919)
- 22. prosince – Martín Luis Guzmán, mexický prozaik a novinář (* 6. října 1887)
- 29. prosince – Ivo Van Damme, belgický běžec, dvojnásobný stříbrný olympijský medailista (* 21. února 1954)
- ? – Chromý jelenec, John Fire Lame Deer, indiánský šaman (* 1903)

## Hlava státu
Evropa:
- Československo – prezident Gustáv Husák
- Vatikán – papež Pavel VI.
- Sovětský svaz
  - předseda prezidia Nejvyššího sovětu Nikolaj Viktorovič Podgornyj
  - (de facto) první tajemník KSSS Leonid Iljič Brežněv
- Francie – prezident Valéry Giscard d'Estaing
- Dánsko – královna Markéta II.
- Španělsko – král Juan Carlos I.

Ostatní:
- Čína
  - předseda stálého výboru Všečínského shromáždění lidových zástupců Ču Te
  - předseda stálého výboru Všečínského shromáždění lidových zástupců Jie Ťin-jing
- USA – prezident Gerald Ford
- Kuba – předseda státní rady Fidel Castro

### Digitální archivy k roku 1976
- Dokumentární cyklus České televize Retro – rok 1976
- Pořad stanice Český rozhlas 6 Rok po roce – rok 1976
- Rudé právo v archivu Ústavu pro českou literaturu – ročník 56 rok 1976